# Премия «Хьюго» за лучшую постановку
Премия «Хьюго» за лучшую постановку (англ. Hugo Award for Best Dramatic Presentation) — одна из номинаций премии «Хьюго», которая присуждается за лучшую кинематографическую, телевизионную или театральную постановку, вышедшую в прошедшем году. Премия «Хьюго» ежегодно вручается Всемирным конвентом за лучшие научно-фантастические или фэнтези произведения и достижения. Премия названа в честь Хьюго Гернсбека — основателя первого научно-фантастического журнала Amazing Stories. Ранее она называлась премией «За научно-фантастическое достижение». В газете The Guardian награда была описана как «превосходная выставка для фантастических произведений».
Номинация была единой с 1958 года до 2002 года. Номинировались художественные фильмы, телевизионные фильмы (в том числе многосерийные) и серии телесериалов (на премию выдвигаются серии, а не весь телесериал, исключение составил телесериал «Сумерки»). Одно произведение относилось к жанру документалистики, в 1970 был награждён репортаж о прилунении Аполлона-11. В 1964 и 1966 годах номинанты не были выбраны. В нескольких случаях на премию выдвигались произведения, реализованные в других медиа — в том числе радиопостановка и музыкальный альбом.
В 2003 году премия разделена на две части: Крупная форма (продолжительностью 90 минут и более, обычно художественный фильм) и Малая форма (короче 90 минут, обычно серия телесериала).
За 68 лет были вручены 43 премии за «Лучшую постановку», 23 премии за «Малую форму» и «Крупную форму» и 11 «Ретро Хьюго». Телесериалы, которые номинировались чаще всего: «Доктор Кто» (6 побед, 41 номинация), «В лучшем мире» (4 победы, 6 номинаций), «Игра престолов» (3 победы, 6 номинаций), «Пространство» (3 победы, 6 номинаций), «Сумеречная зона» (3 победы, 4 номинации), «Звёздный путь: Оригинальный сериал» (2 победы, 8 номинаций), «Звёздный путь: Следующее поколение» (2 победы, 3 номинации), «Вавилон-5» (2 победы, 4 номинации), «Баффи — истребительница вампиров» (1 победа, 6 номинаций), «Гарри Поттер» (7 номинаций).

## Лауреаты и номинанты

### Лучшая постановка
Лауреат
  Лауреат не выбран
| Год  | Работа | Создатели | Издатели                                                                   | Пр.    |
| ---- | --- | --- | -------------------------------------------------------------------------- | ------ |
| 1958 | «Невероятно уменьшающийся человек» (The Incredible Shrinking Man)                                                           | Джек Арнольд (режиссёр), Ричард Мэтисон (сценарий, сюжет) | Universal Studios                                                          | [ 8 ]  |
| 1959 | | |                                                                            | [ 9 ]  |
| 1959 | «Седьмое путешествие Синдбада» (The 7th Voyage of Sinbad)                                                                   | Натан Джуран (режиссёр), Кен Кольб (сценарий), Рэй Харрихаузен (сюжет) | Morningside Movies/Columbia Pictures                                       | [ 9 ]  |
| 1959 | «Дракула» (Dracula) | Теренс Фишер (режиссёр), Джимми Сангстер (сценарий), Брэм Стокер (оригинальный роман) | Hammer Film Productions                                                    | [ 9 ]  |
| 1959 | «Муха» (The Fly) | Курт Ньюман (режиссёр), Джеймс Клавелл (сценарий), Жорж Ланжелан (рассказ) | 20th Century Fox                                                           | [ 9 ]  |
| 1960 | «Сумеречная зона» (The Twilight Zone)                                                                                       | Род Серлинг (создатель, сценарий) | CBS                                                                        | [ 10 ] |
| 1960 | «Люди в космосе» (Men into Space)                                                                                           | множество режиссёров и сценаристов | CBS                                                                        | [ 10 ] |
| 1960 | «Убийство и андроид» (Murder and the Android)                                                                               | Алекс Сигал (режиссёр), Альфред Бестер (оригинальный сюжет) | NBC                                                                        | [ 10 ] |
| 1960 | «Поворот винта» (The Turn of the Screw)                                                                                     | Джон Франкенхаймер (режиссёр), Джеймс Костиган (сценарий), Генри Джеймс (оригинальная повесть) | NBC                                                                        | [ 10 ] |
| 1960 | «Мир, плоть и дьявол» (The World, the Flesh and the Devil)                                                                  | Рэналд Макдугалл (режиссёр, сценарий), Фердинанд Рейгер (сюжет), Мэттью Шил (оригинальный роман) | HarBel/Metro-Goldwyn-Mayer                                                 | [ 10 ] |
| 1961 | «Сумеречная зона» (The Twilight Zone)                                                                                       | Род Серлинг (создатель, сценарий) | CBS                                                                        | [ 11 ] |
| 1961 | «Машина времени» (The Time Machine)                                                                                         | Джордж Пэл (режиссёр), Дэвид Данкан (сценарий), Герберт Уэллс (оригинальный роман) | Galaxy Films/Metro-Goldwyn-Mayer                                           | [ 11 ] |
| 1961 | «Деревня проклятых» (Village of the Damned)                                                                                 | Вольф Рилла (режиссёр, сценарий), Стерлинг Силлифант (сценарий), Рональд Киннох (сценарий) | Metro-Goldwyn-Mayer                                                        | [ 11 ] |
| 1962 | «Сумеречная зона» (The Twilight Zone)                                                                                       | Род Серлинг (создатель, сценарий) | CBS                                                                        | [ 12 ] |
| 1962 | «Триллер» (Thriller) | множество режиссёров и сценаристов | NBC                                                                        | [ 12 ] |
| 1962 | «The United States Steel Hour»: «Два мира Чарли Гордона» (The United States Steel Hour: «The Two Worlds of Charlie Gordon») | Джеймс Яфф (сценарий), Дэниел Киз (оригинальный сюжет) | CBS                                                                        | [ 12 ] |
| 1962 | «Деревня проклятых» (Village of the Damned)                                                                                 | Вольф Рилла (режиссёр, сценарий), Стерлинг Силлифант (сценарий), Рональд Киннох (сценарий) | Metro-Goldwyn-Mayer                                                        | [ 12 ] |
| 1962 | «Тайна острова Бэк-Кап» (The Fabulous World of Jules Verne)                                                                 | Карел Земан (режиссёр, сценарий), Франтишек Грубин (сценарий), Жюль Верн (оригинальный роман) | Warner Bros.                                                               | [ 12 ] |
| 1963 | | |                                                                            | [ 13 ] |
| 1963 | «Сумеречная зона» (The Twilight Zone)                                                                                       | Род Серлинг (создатель, сценарий) | CBS                                                                        | [ 13 ] |
| 1963 | «В прошлом году в Мариенбаде» (Last Year at Marienbad)                                                                      | Ален Рене (режиссёр, сценарий), Ален Роб-Грийе (сценарий), Адольфо Биой Касарес (оригинальный роман) | Argos Films                                                                | [ 13 ] |
| 1963 | «День, когда загорелась земля» (The Day the Earth Caught Fire)                                                              | Вэл Гест (режиссёр, сценарий), Вулф Манковиц (сценарий) | British Lion Films/Pax                                                     | [ 13 ] |
| 1963 | «Ночь орла» (Night of the Eagle)                                                                                            | Сидни Хайерс (режиссёр), Чарльз Бомонт (сценарий), Ричард Мэтисон (сценарий), Джордж Бакст (сценарий), Фриц Лейбер (оригинальный роман)                                                                                     | Anglo-Amalgamated/Independent Artists                                      | [ 13 ] |
| 1965 | «Доктор Стрейнджлав» (Dr. Strangelove)                                                                                      | Стэнли Кубрик (режиссёр, сценарий), Терри Саутерн (сценарий), Питер Джорддж (сценарий, оригинальный роман) | Hawk Films/Columbia Pictures                                               | [ 14 ] |
| 1965 | «7 лиц доктора Лао» (7 Faces of Dr. Lao)                                                                                    | Джордж Пэл (режиссёр), Чарльз Бомонт (сценарий), Чарльз Финни (оригинальный роман) | Metro-Goldwyn-Mayer                                                        | [ 14 ] |
| 1967 | «Звёздный путь»: «Зверинец» (Star Trek: «The Menagerie»)                                                                    | Марк Дэниелс (режиссёр), Джин Родденберри (сценарий) | Desilu Productions                                                         | [ 15 ] |
| 1967 | «Звёздный путь»: «Корбомитный манёвр» (Star Trek: «The Corbomite Maneuver»)                                                 | Джозеф Сарджент (режиссёр), Джерри Сол (сценарий) | Desilu Productions                                                         | [ 15 ] |
| 1967 | «Звёздный путь»: «Время обнажиться» (Star Trek: «The Naked Time»)                                                           | Марк Дэниелс (режиссёр), Джон Д. Ф. Блэк (сценарий) | Desilu Productions                                                         | [ 15 ] |
| 1967 | «451° по Фаренгейту» (Fahrenheit 451)                                                                                       | Франсуа Трюффо (режиссёр, сценарий), Жан-Луи Ришар (сценарий), Хелен Скотт (сценарий), Рэй Брэдбери (оригинальный роман) | Anglo Enterprises/Vineyard                                                 | [ 15 ] |
| 1967 | «Фантастическое путешествие» (Fantastic Voyage)                                                                             | Ричард Флейшер (режиссёр), Гарри Клайнер (сценарий), Дэвид Данкан (сценарий), Джером Биксби (сюжет), Отто Клемент (сюжет)                                                                                                   | 20th Century Fox                                                           | [ 15 ] |
| 1968 | «Звёздный путь»: «Город на краю вечности» (Star Trek: «The City on the Edge of Forever»)                                    | Джозеф Пивни (режиссёр), Харлан Эллисон (сценарий) | Desilu Productions                                                         | [ 16 ] |
| 1968 | «Звёздный путь»: «Время ярости» (Star Trek: «Amok Time»)                                                                    | Джозеф Пивни (режиссёр), Теодор Старджон (сценарий) | Desilu Productions                                                         | [ 16 ] |
| 1968 | «Звёздный путь»: «Зеркало, зеркало» (Star Trek: «Mirror, Mirror»)                                                           | Марк Дэниелс (режиссёр), Джером Биксби (сценарий) | Desilu Productions                                                         | [ 16 ] |
| 1968 | «Звёздный путь»: «Машина Судного дня» (Star Trek: «The Doomsday Machine»)                                                   | Марк Дэниелс (режиссёр), Норман Спинрад (сценарий) | Desilu Productions                                                         | [ 16 ] |
| 1968 | «Звёздный путь»: «Проблема с трибблами» (Star Trek: «The Trouble With Tribbles»)                                            | Джозеф Пивни (режиссёр), Дэвид Герролд (сценарий) | Desilu Productions                                                         | [ 16 ] |
| 1969 | «Космическая одиссея 2001 года» (2001: A Space Odyssey)                                                                     | Стэнли Кубрик (режиссёр, сценарий), Артур Кларк (сценарий, оригинальный сюжет) | Paramount Pictures                                                         | [ 17 ] |
| 1969 | «Пленник»: «Рывок» (The Prisoner: «Fall Out»)                                                                               | Патрик Макгуэн (режиссёр, сценарий) | Everyman/ITC Entertainment                                                 | [ 17 ] |
| 1969 | «Чарли» (Charly) | Ральф Нельсон (режиссёр), Стерлинг Силлифант (сценарий), Дэниел Киз (оригинальный сюжет) | ABC Pictures/Selmer                                                        | [ 17 ] |
| 1969 | «Ребёнок Розмари» (Rosemary’s Baby)                                                                                         | Роман Полански (режиссёр, сценарий), Айра Левин (оригинальный роман) | Paramount Pictures                                                         | [ 17 ] |
| 1969 | «Жёлтая подводная лодка» (Yellow Submarine)                                                                                 | Джордж Даннинг (режиссёр), Эл Бродакс (сценарий), Роджер Макгоф (сценарий), Джек Мендельсон (сценарий), Ли Минофф (сценарий), Эрик Сигал (сценарий)                                                                         | Apple Corps/Hearst/King Features Syndicate                                 | [ 17 ] |
| 1970 | Репортаж об экспедиции «Аполлона-11» (News coverage of Apollo 11)                                                           | несколько источников | несколько издателей, NASA                                                  | [ 4 ]  |
| 1970 | «Жилая комната» (The Bed Sitting Room)                                                                                      | Ричард Лестер (режиссёр), Джон Антробус (сценарий), Чарльз Вуд (сценарий), Джон Антробус (оригинальная пьеса), Спайк Миллиган (оригинальная пьеса)                                                                          | Oscar Lewenstein Productions                                               | [ 4 ]  |
| 1970 | «Иллюстрированный человек» (The Illustrated Man)                                                                            | Джек Смайт (режиссёр), Ховард B. Крайтсек (сценарий), Рэй Брэдбери (оригинальный сборник рассказов) | SKM                                                                        | [ 4 ]  |
| 1970 | «Бессмертный» (The Immortal)                                                                                                | Аллен Бэрон (режиссёр), Джозеф Сарджент (режиссёр), Лу Морхейм (сценарий), Роберт Спечт(сценарий), Джеймс Ганн (оригинальный роман)                                                                                         | Paramount Pictures                                                         | [ 4 ]  |
| 1970 | «Потерянные» (Marooned) | Джон Стёрджес (режиссёр), Майо Саймон (сценарий), Мартин Кэйдин (оригинальный роман) | Columbia Pictures                                                          | [ 4 ]  |
| 1971 | | |                                                                            | [ 18 ] |
| 1971 | «Blows Against the Empire»                                                                                                  | Пол Кантнер (слова, музыка) | RCA                                                                        | [ 18 ] |
| 1971 | «Колосс: Проект Форбина» (Colossus: The Forbin Project)                                                                     | Джозеф Сарджент (режиссёр), Джеймс Бриджес (сценарий), Д. Ф. Джонс (оригинальный роман) | Universal Studios                                                          | [ 18 ] |
| 1971 | «Don’t Crush That Dwarf, Hand Me the Pliers»                                                                                | The Firesign Theatre (слова, музыка) | Sony Music Entertainment                                                   | [ 18 ] |
| 1971 | «Память Хаузера» (Hauser’s Memory)                                                                                          | Борис Сагал (режиссёр), Адриан Шпиз (сценарий), Курт Сиодмак (оригинальный роман) | Universal Studios                                                          | [ 18 ] |
| 1971 | «Смерть травы» (No Blade of Grass)                                                                                          | Корнел Вильде (режиссёр), Шон Форстал (сценарий), Джефферсон Паскаль (сценарий), Джон Кристофер (оригинальный роман) | Theodora/Metro-Goldwyn-Mayer                                               | [ 18 ] |
| 1972 | «Заводной апельсин» (A Clockwork Orange)                                                                                    | Стэнли Кубрик (режиссёр, сценарий), Энтони Бёрджесс (оригинальный роман) | Hawk Films/Polaris/Warner Bros.                                            | [ 19 ] |
| 1972 | «Штамм „Андромеда“» (The Andromeda Strain)                                                                                  | Роберт Уайз (режиссёр), Нельсон Гиддинг (сценарий), Майкл Крайтон (оригинальный роман) | Universal Studios                                                          | [ 19 ] |
| 1972 | «I Think We’re All Bozos on This Bus»                                                                                       | The Firesign Theatre (слова, музыка) | Sony Music Entertainment                                                   | [ 19 ] |
| 1972 | «Наименование игры»: «Лос-Анджелес, 2017» (Name of the Game: «L.A. 2017»)                                                   | Стивен Спилберг (режиссёр), Филип Уайли (сценарий) | Universal Studios/NBC                                                      | [ 19 ] |
| 1972 | «THX 1138» (THX 1138) | Джордж Лукас (режиссёр, сценарий, сюжет), Уолтер Мёрч (сценарий) | Warner Bros./American Zoetrope                                             | [ 19 ] |
| 1973 | «Бойня номер пять» (Slaughterhouse-Five)                                                                                    | Джордж Рой Хилл (режиссёр), Стивен Геллер (сценарий), Курт Воннегут (оригинальный роман) | Universal Studios                                                          | [ 20 ] |
| 1973 | «Между временем и Тимбукту» (Between Time and Timbuktu)                                                                     | Фред Барзик (режиссёр), Курт Воннегут (сценарий, сюжет) | NET Playhouse/Public Broadcasting Service                                  | [ 20 ] |
| 1973 | «Люди» (The People) | Джон Корти (режиссёр), Джеймс М. Миллер (сценарий), Зенна Хендерсон (оригинальные рассказы) | American Zoetrope/ABC                                                      | [ 20 ] |
| 1973 | «Молчаливый бег» (Silent Running)                                                                                           | Дуглас Трамбулл (режиссёр), Дерик Уошбёрн (сценарий), Майкл Чимино (сценарий), Стивен Бокко (сценарий) | Universal Studios                                                          | [ 20 ] |
| 1974 | «Спящий» (Sleeper) | Вуди Аллен (режиссёр, сценарий), Маршалл Брикмэн (сценарий) | Rollins-Joffe/Metro-Goldwyn-Mayer/United Artists                           | [ 21 ] |
| 1974 | «Генезис 2» (Genesis II) | Джон Лльюэллин Мокси (режиссёр), Джин Родденберри (сценарий) | Norway/Warner Bros.                                                        | [ 21 ] |
| 1974 | «Человек за шесть миллионов долларов» (The Six Million Dollar Man)                                                          | Ричард Ирвинг (режиссёр), Том Грин (сценарий), Ховард Родман (сценарий), Мартин Кайдин (оригинальный роман) | Universal Studios                                                          | [ 21 ] |
| 1974 | «Зелёный сойлент» (Soylent Green)                                                                                           | Ричард Флайшер (режиссёр), Стэнли Р. Гринберг (сценарий), Гарри Гаррисон (оригинальный роман) | Metro-Goldwyn-Mayer                                                        | [ 21 ] |
| 1974 | «Западный мир» (Westworld)                                                                                                  | Майкл Крайтон (режиссёр, сценарий) | Metro-Goldwyn-Mayer                                                        | [ 21 ] |
| 1975 | «Молодой Франкенштейн» (Young Frankenstein)                                                                                 | Мел Брукс (режиссёр, сценарий, сюжет), Джин Уайлдер (сценарий, сюжет), Мэри Шелли (оригинальный роман) | 20th Century Fox                                                           | [ 22 ] |
| 1975 | «Флэш Гордон» (Flash Gordon)                                                                                                | Майкл Бенвенист (режиссёр, сценарий), Говард Зим (режиссёр) | Graffiti Productions                                                       | [ 22 ] |
| 1975 | «Призрак рая» (Phantom of the Paradise)                                                                                     | Брайан Де Пальма (режиссёр, сценарий) | Harbor/20th Century Fox                                                    | [ 22 ] |
| 1975 | «Записи Квестора» (The Questor Tapes)                                                                                       | Ричард А. Колла (режиссёр), Джин Л. Кун (сценарий), Джин Родденберри (сценарий, сюжет) | Universal Studios                                                          | [ 22 ] |
| 1975 | «Зардоз» (Zardoz) | Джон Бурмен (режиссёр, сценарий) | 20th Century Fox                                                           | [ 22 ] |
| 1976 | «Парень и его собака» (A Boy and His Dog)                                                                                   | Л. К. Джонс (режиссёр, сценарий), Уэйн Крустёрнер (сценарий), Харлан Эллисон (оригинальный сюжет) | LQ/JAF                                                                     | [ 23 ] |
| 1976 | «Тёмная звезда» (Dark Star)                                                                                                 | Джон Карпентер (режиссёр, сценарий), Дэн О'Бэннон (сценарий) | USC                                                                        | [ 23 ] |
| 1976 | «Монти Пайтон и Священный Грааль» (Monty Python and the Holy Grail)                                                         | Терри Гиллиам (режиссёр, сценарий) Терри Джонс (режиссёр, сценарий), Грэм Чепмен (сценарий), Джон Клиз (сценарий), Эрик Айдл (сценарий), Майкл Пейлин (сценарий)                                                            | Python (Monty) Pictures                                                    | [ 23 ] |
| 1976 | «Роллербол» (Rollerball) | Норман Джуисон (режиссёр), Уильям Харрисон (сценарий, оригинальный сюжет) | Algonquin/United Artists                                                   | [ 23 ] |
| 1976 | «Захват» (The Capture) | Фил Фоглио | Фил Фоглио                                                                 | [ 23 ] |
| 1977 | | |                                                                            | [ 24 ] |
| 1977 | «Кэрри» (Carrie) | Брайан Де Пальма (режиссёр), Лоуренс Д. Коэн (сценарий), Стивен Кинг (оригинальный роман) | Redbank/United Artists                                                     | [ 24 ] |
| 1977 | «Бегство Логана» (Logan’s Run)                                                                                              | Майкл Андерсон (режиссёр), Дэвид Зилаг Гудман (сценарий), Уильям Ф. Нолан (оригинальный роман), Джордж Клейтон Джонсон (оригинальный роман)                                                                                 | Metro-Goldwyn-Mayer                                                        | [ 24 ] |
| 1977 | «Человек, который упал на Землю» (The Man Who Fell to Earth)                                                                | Николас Роуг (режиссёр), Пол Майерсберг (сценарий), Уолтер Тэвис (оригинальный роман) | British Lion Films                                                         | [ 24 ] |
| 1977 | «Мир будущего» (Futureworld)                                                                                                | Ричард Т. Хеффрон (режиссёр), Джордж Шенк (сценарий), Майо Саймон (сценарий) | American International Pictures                                            | [ 24 ] |
| 1978 | «Звёздные войны» (Star Wars)                                                                                                | Джордж Лукас (режиссёр, сценарий) | Lucasfilm                                                                  | [ 25 ] |
| 1978 | «Близкие контакты третьей степени» (Close Encounters of the Third Kind)                                                     | Стивен Спилберг (режиссёр, сценарий) | Columbia Pictures/EMI Films                                                | [ 25 ] |
| 1978 | «Кровь!: Жизнь и будущее Джека Потрошителя» (Blood!: The Life and Future Times of Jack the Ripper)                          | Шелли Торджесон (режиссёр), Роберт Блох (сценарий), Харлан Эллисон (сценарий), Рой Торгесон (продюсер) | Alternate Worlds Recordings                                                | [ 25 ] |
| 1978 | «Волшебники» (Wizards) | Ральф Бакши (режиссёр, сценарий) | 20th Century Fox                                                           | [ 25 ] |
| 1978 | «Хоббит» (The Hobbit) | Жюль Басс (режиссёр), Артур Рэнкин мл. (режиссёр), Ромео Мюллер (сценарий), Дж.Р.Р. Толкин (оригинальный роман) | Rankin/Bass                                                                | [ 25 ] |
| 1979 | «Супермен» (Superman) | Ричард Доннер (режиссёр), Марио Пьюзо (сценарий), Дэвид Ньюман (сценарий), Лесли Ньюман (сценарий), Роберт Бентон (сценарий), Марио Пьюзо (сюжет), Джерри Сигел (оригинальный персонаж), Джо Шустер (оригинальный персонаж) | Alexander Salkind                                                          | [ 26 ] |
| 1979 | «Вторжение похитителей тел» (Invasion of the Body Snatchers)                                                                | Филип Кауфман(режиссёр), У. Д. Рихтер (сценарий), Джек Финней (оригинальный роман) | Solofilm/United Artists                                                    | [ 26 ] |
| 1979 | «Властелин колец» (The Lord of the Rings)                                                                                   | Ральф Бакши (режиссёр), Питер Бигл (сценарий), Крис Конклинг (сценарий), Дж. Р. Р. Толкин (оригинальные романы) | Fantasy Films                                                              | [ 26 ] |
| 1979 | «Опаснейшее путешествие» (Watership Down)                                                                                   | Мартин Розен (режиссёр, сценарий), Ричард Адамс (оригинальный роман) | Nepenthe Productions                                                       | [ 26 ] |
| 1979 | «Автостопом по галактике» (The Hitchhiker’s Guide to the Galaxy)                                                            | Дуглас Адамс (сценарий), Джеффри Перкинс (продюсер) | BBC Radio 4                                                                | [ 26 ] |
| 1980 | «Чужой» (Alien) | Ридли Скотт (режиссёр), Дэн О'Бэннон (сценарий, сюжет), Рональд Шусетт (сюжет) | 20th Century Fox                                                           | [ 27 ] |
| 1980 | «Чёрная дыра» (The Black Hole)                                                                                              | Гэри Нельсон (режиссёр), Джеб Роузбрук (сценарий, сюжет), Джерри Дэй (сценарий), Боб Барбаш (сюжет), Ричард Х. Ландау (сюжет)                                                                                               | The Walt Disney Company                                                    | [ 27 ] |
| 1980 | «Маппеты» (The Muppet Movie)                                                                                                | Джеймс Фроли (режиссёр), Джек Бёрнс (сценарий), Джерри Джул (сценарий) | The Jim Henson Company/ITC Entertainment                                   | [ 27 ] |
| 1980 | «Звёздный путь: Фильм» (Star Trek: The Motion Picture)                                                                      | Роберт Уайз (режиссёр), Гарольд Ливингстон (сценарий), Алан Дин Фостер (сюжет), Джин Родденберри (сюжет) | Century/Paramount Pictures                                                 | [ 27 ] |
| 1980 | «Путешествие в машине времени» (Time After Time)                                                                            | Николас Мейер (режиссёр, сценарий), Карл Александр (сюжет, оригинальный роман), Стив Хэйес (сюжет) | Warner Bros.                                                               | [ 27 ] |
| 1981 | «Звёздные войны. Эпизод V: Империя наносит ответный удар» (The Empire Strikes Back)                                         | Ирвин Кершнер (режиссёр), Ли Брэккет (сценарий), Лоуренс Каздан (сценарий), Джордж Лукас (сюжет) | Lucasfilm                                                                  | [ 28 ] |
| 1981 | «Космос: персональное путешествие» (Cosmos: A Personal Voyage)                                                              | Карл Саган (режиссёр, сценарий), Энн Друян (режиссёр, сценарий) | KCET/Public Broadcasting Service                                           | [ 28 ] |
| 1981 | «Флэш Гордон» (Flash Gordon)                                                                                                | Майк Ходжес (режиссёр), Лоренцо Семпл мл. (сценарий), Майкл Эллин (адаптация), Алекс Реймонд (оригинальный комикс) | 20th Century Fox/De Laurentiis                                             | [ 28 ] |
| 1981 | «Резец небесный» (The Lathe of Heaven)                                                                                      | Фред Барзик (режиссёр), Дэвид Р. Локстон (режиссёр), Дайан Инглиш (сценарий), Роджер Суэйбилл (сценарий), Урсула Ле Гуин (оригинальный роман)                                                                               | WNET/Public Broadcasting Service                                           | [ 28 ] |
| 1981 | «Марсианские хроники» (The Martian Chronicles)                                                                              | Майкл Андерсон (режиссёр), Ричард Мэтисон (сценарий), Рэй Брэдбери (оригинальные рассказы) | BBC/NBC                                                                    | [ 28 ] |
| 1982 | «Индиана Джонс: В поисках утраченного ковчега» (Raiders of the Lost Ark)                                                    | Стивен Спилберг (режиссёр), Лоуренс Кэздан (сценарий), Джордж Лукас (сюжет), Филип Кауфман (сюжет) | Lucasfilm                                                                  | [ 29 ] |
| 1982 | «Убийца дракона» (Dragonslayer)                                                                                             | Мэттью Роббинс (режиссёр, сценарий), Хэл Барвуд (сценарий) | Paramount Pictures/The Walt Disney Company                                 | [ 29 ] |
| 1982 | «Экскалибур» (Excalibur) | Джон Бурмен (режиссёр, сценарий), Роспо Палленберг (сценарий, адаптация), Томас Мэлори (оригинальный роман) | Warner Bros.                                                               | [ 29 ] |
| 1982 | «Чужбина» (Outland) | Питер Хайамс (режиссёр, сценарий) | Outland/The Ladd Company                                                   | [ 29 ] |
| 1982 | «Бандиты времени» (Time Bandits)                                                                                            | Терри Гиллиам (режиссёр, сценарий), Майкл Пейлин (сценарий) | HandMade Films                                                             | [ 29 ] |
| 1983 | «Бегущий по лезвию» (Blade Runner)                                                                                          | Ридли Скотт (режиссёр), Хэмптон Фэнчер (сценарий), Дэвид Вебб Пиплз (сценарий), Филип Дик (оригинальный роман) | Blade Runner Partnership                                                   | [ 30 ] |
| 1983 | «Тёмный кристалл» (The Dark Crystal)                                                                                        | Джим Хенсон (режиссёр, сюжет), Фрэнк Оз (режиссёр), Гэри Курц (режиссёр), Дэвид Оделл (сценарий) | The Jim Henson Company/ITC Entertainment/Universal Studios                 | [ 30 ] |
| 1983 | «Инопланетянин» (E.T. the Extra-Terrestrial)                                                                                | Стивен Спилберг (режиссёр), Мелисса Мэтисон (сценарий) | Amblin Entertainment/Universal Studios                                     | [ 30 ] |
| 1983 | «Безумный Макс 2: Воин дороги» (Mad Max 2: The Road Warrior)                                                                | Джордж Миллер (режиссёр, сценарий), Терри Хейз (сценарий), Брайан Хэннант (сценарий) | Kennedy Miller/Warner Bros.                                                | [ 30 ] |
| 1983 | «Звёздный путь 2: Гнев Хана» (Star Trek II: The Wrath of Khan)                                                              | Николас Мейер (режиссёр, сценарий), Джек Б. Совардс (сценарий, сюжет), Харви Беннетт (сюжет), Сэмюэл Э. Пиплз (сюжет) | Paramount Pictures                                                         | [ 30 ] |
| 1984 | «Звёздные войны. Эпизод VI: Возвращение джедая» (Return of the Jedi)                                                        | Ричард Маркуанд (режиссёр), Лоуренс Кэсдан (сценарий), Джордж Лукас (сценарий, сюжет) | Lucasfilm                                                                  | [ 31 ] |
| 1984 | «Мозговой штурм» (Brainstorm)                                                                                               | Дуглас Трамбалл (режиссёр), Филип Фрэнк Мессина (сценарий), Роберт Штицель (сценарий), Брюс Джоэл Рубин (сюжет) | Metro-Goldwyn-Mayer                                                        | [ 31 ] |
| 1984 | «Парни что надо» (The Right Stuff)                                                                                          | Филип Кауфман (режиссёр, сценарий), Том Вулф (оригинальный роман) | The Ladd Company                                                           | [ 31 ] |
| 1984 | «Именно так зло и приходит» (Something Wicked This Way Comes)                                                               | Джек Клейтон (режиссёр), Рэй Брэдбери (сценарий, оригинальный роман) | Bryna/The Walt Disney Company                                              | [ 31 ] |
| 1984 | «Военные игры» (WarGames)                                                                                                   | Джон Бэдэм (режиссёр), Лоуренс Ласкер (сценарий), Уолтер Ф. Паркес (сценарий) | Metro-Goldwyn-Mayer                                                        | [ 31 ] |
| 1985 | «2010: год вступления в контакт» (2010)                                                                                     | Питер Хайамс (режиссёр, сценарий), Артур Кларк (оригинальный роман) | Metro-Goldwyn-Mayer                                                        | [ 32 ] |
| 1985 | «Дюна» (Dune) | Дэвид Линч (режиссёр, сценарий), Фрэнк Герберт (оригинальный роман) | De Laurentiis/Universal Studios                                            | [ 32 ] |
| 1985 | «Охотники за привидениями» (Ghostbusters)                                                                                   | Айван Райтман (режиссёр), Дэн Эйкройд (сценарий), Харольд Рамис (сценарий) | Black Rhino/Columbia Pictures                                              | [ 32 ] |
| 1985 | «Последний звёздный боец» (The Last Starfighter)                                                                            | Ник Касл (режиссёр), Джонатан Р.Бетуэл (сценарий) | Lorimar Productions/Universal Studios                                      | [ 32 ] |
| 1985 | «Звёздный путь 3: В поисках Спока» (Star Trek III: The Search for Spock)                                                    | Леонард Нимой (режиссёр), Харви Беннетт (сценарий) | Cinema Group/Paramount Pictures                                            | [ 32 ] |
| 1986 | «Назад в будущее» (Back to the Future)                                                                                      | Роберт Земекис (режиссёр, сценарий), Боб Гейл (сценарий) | Amblin Entertainment/Universal Studios                                     | [ 33 ] |
| 1986 | «Бразилия» (Brazil) | Терри Гиллиам (режиссёр, сценарий), Чарльз Маккьюон (сценарий), Том Стоппард (сценарий) | Embassy/Universal Studios                                                  | [ 33 ] |
| 1986 | «Кокон» (Cocoon) | Рон Ховард (режиссёр), Том Бенедек (сценарий), Дэвид Саперштейн (оригинальный роман) | 20th Century Fox/Zanuck/Brown                                              | [ 33 ] |
| 1986 | «Враг мой» (Enemy Mine) | Вольфганг Петерсен (режиссёр), Эдвард Хмара (сценарий), Барри Лонгиер (оригинальный сюжет) | 20th Century Fox/King’s Road                                               | [ 33 ] |
| 1986 | «Леди-ястреб» (Ladyhawke)                                                                                                   | Ричард Доннер (режиссёр), Эдвард Хмара (сценарий, сюжет), Майкл Томас (сценарий), Том Манкевич (сценарий), Дэвид Вебб Пиплз (сценарий)                                                                                      | 20th Century Fox/Warner Bros.                                              | [ 33 ] |
| 1987 | «Чужие» (Aliens) | Джеймс Кэмерон (режиссёр, сценарий, сюжет), Дэвид Гилер (сюжет), Уолтер Хилл (сюжет) | 20th Century Fox                                                           | [ 34 ] |
| 1987 | «Муха» (The Fly) | Дэвид Кроненберг (режиссёр, сценарий), Чарльз Эдвард Поуг (сценарий), Жорж Ланжелан (сюжет) | Brooksfilms/20th Century Fox                                               | [ 34 ] |
| 1987 | «Лабиринт» (Labyrinth) | Джим Хенсон (режиссёр, сюжет), Терри Джонс (сценарий), Дэннис Ли (сюжет) | Delphi/The Jim Henson Company/Lucasfilm/TriStar Pictures                   | [ 34 ] |
| 1987 | «Магазинчик ужасов» (Little Shop of Horrors)                                                                                | Фрэнк Оз (режиссёр), Ховард Эшман (сценарий), Чарльз Б. Гриффит (оригинальный сюжет) | The Geffen Film Company                                                    | [ 34 ] |
| 1987 | «Звёздный путь 4: Дорога домой» (Star Trek IV: The Voyage Home)                                                             | Леонард Нимой (режиссёр, сюжет), Харв Беннетт (сценарий, сюжет), Стив Мирсон (сценарий), Питер Крайкс (сценарий), Николас Мейер (сценарий)                                                                                  | Paramount Pictures                                                         | [ 34 ] |
| 1988 | «Принцесса-невеста» (The Princess Bride)                                                                                    | Роб Райнер (режиссёр), Уильям Голдман (сценарий, оригинальный роман) | Act III/20th Century Fox                                                   | [ 35 ] |
| 1988 | «Хищник» (Predator) | Джон Мактирнан (режиссёр), Джим Томас (сценарий), Джон Томас (сценарий) | 20th Century Fox                                                           | [ 35 ] |
| 1988 | «Робокоп» (RoboCop) | Пол Верховен (режиссёр), Майкл Майнер (сценарий), Эдвард Ньюмейер (сценарий) | Orion Pictures                                                             | [ 35 ] |
| 1988 | «Звёздный путь: Следующее поколение»: «Встреча в дальней точке» (Star Trek: The Next Generation: «Encounter at Farpoint»)   | Кори Аллен (режиссёр), Д. К. Фонтана (сценарий), Джин Родденберри (сценарий) | Paramount Pictures                                                         | [ 35 ] |
| 1988 | «Иствикские ведьмы» (The Witches of Eastwick)                                                                               | Джордж Миллер (режиссёр), Майкл Кристофер (сценарий), Джон Апдайк (оригинальный роман) | Guber-Peters/Kennedy Miller/Warner Bros.                                   | [ 35 ] |
| 1989 | «Кто подставил кролика Роджера» (Who Framed Roger Rabbit)                                                                   | Роберт Земекис (режиссёр), Джеффри Прайс (сценарий), Питер С. Симан (сценарий), Гэри К. Вульф (оригинальный роман) | Amblin Entertainment/Touchstone Pictures                                   | [ 36 ] |
| 1989 | «Нация пришельцев» (Alien Nation)                                                                                           | Грэм Бэйкер (режиссёр), Рокне С.О’Бэннон (сценарий) | 20th Century Fox                                                           | [ 36 ] |
| 1989 | «Битлджус» (Beetlejuice) | Тим Бёртон (режиссёр, сюжет), Майкл Макдауэлл (сценарий, сюжет), Уоррен Скаарен (сценарий), Ларри Уилсон (сюжет) | Geffen/Warner Bros.                                                        | [ 36 ] |
| 1989 | «Большой» (Big) | Пенни Маршалл (режиссёр), Гэри Росс (сценарий), Энн Спилберг (сценарий) | 20th Century Fox                                                           | [ 36 ] |
| 1989 | «Уиллоу» (Willow) | Рон Ховард (режиссёр), Боб Долман (сценарий), Джордж Лукас (сюжет) | Imagine/Lucasfilm/Metro-Goldwyn-Mayer                                      | [ 36 ] |
| 1990 | «Индиана Джонс и последний крестовый поход» (Indiana Jones and the Last Crusade)                                            | Стивен Спилберг (режиссёр), Джеффри Боам (сценарий), Джордж Лукас (сюжет), Менно Мейес (сюжет) | Lucasfilm/Paramount Pictures                                               | [ 37 ] |
| 1990 | «Бездна» (The Abyss) | Джеймс Кэмерон (режиссёр, сценарий) | 20th Century Fox/Lightstorm/Pacific Western                                | [ 37 ] |
| 1990 | «Приключения барона Мюнхгаузена» (The Adventures of Baron Munchausen)                                                       | Терри Гиллиам (режиссёр, сценарий), Чарльз Маккеоун (сценарий), Рудольф Эрих Распе (оригинальные рассказы), Готфрид Август Бюргер (оригинальные рассказы)                                                                   | Allied Artists International/Columbia Pictures/Laura/Prominent             | [ 37 ] |
| 1990 | «Бэтмен» (Batman) | Тим Бёртон (режиссёр), Сэм Хэмм (сценарий, сюжет), Уоррен Скаарен (сценарий) | Guber-Peters/PolyGram/Warner Bros.                                         | [ 37 ] |
| 1990 | «Поле его мечты» (Field of Dreams)                                                                                          | Фил Олден Робинсон (режиссёр, сценарий), У. П. Кинселла (оригинальный роман) | Gordon/Universal Studios                                                   | [ 37 ] |
| 1991 | «Эдвард Руки-ножницы» (Edward Scissorhands)                                                                                 | Тим Бёртон (режиссёр, сюжет), Кэролайн Томсон (сценарий, сюжет) | 20th Century Fox                                                           | [ 38 ] |
| 1991 | «Назад в будущее 3» (Back to the Future Part III)                                                                           | Роберт Земекис (режиссёр, сюжет), Боб Гейл (сценарий, сюжет) | Amblin Entertainment/Universal Studios                                     | [ 38 ] |
| 1991 | «Привидение» (Ghost) | Джерри Цукер (режиссёр), Брюс Джоэл Рубин (сценарий) | Paramount Pictures                                                         | [ 38 ] |
| 1991 | «Вспомнить всё» (Total Recall)                                                                                              | Пол Верховен (режиссёр), Рональд Шусетт (сценарий, сюжет), Дэн О'Бэннон (сценарий, сюжет), Гэри Голдман (сценарий), Джон Повилл (сюжет), Филип Дик (оригинальный сюжет)                                                     | Carolco Pictures/TriStar Pictures                                          | [ 38 ] |
| 1991 | «Ведьмы» (The Witches) | Николас Роуг (режиссёр), Аллан Скотт (сценарий), Роальд Даль (оригинальный роман) | The Jim Henson Company/Lorimar Productions                                 | [ 38 ] |
| 1992 | «Терминатор 2: Судный день» (Terminator 2: Judgment Day)                                                                    | Джеймс Кэмерон (режиссёр, сценарий), Уильям Уишер (сценарий) | Carolco Pictures/Lightstorm/Pacific Western                                | [ 39 ] |
| 1992 | «Семейка Аддамс» (The Addams Family)                                                                                        | Барри Зонненфельд (режиссёр), Кэролайн Томпсон (сценарий), Ларри Уилсон (сценарий) | Orion Pictures/Paramount Pictures                                          | [ 39 ] |
| 1992 | «Красавица и Чудовище» (Beauty and the Beast)                                                                               | Гэри Труздейл (режиссёр), Кирк Уайз (режиссёр), Линда Вулвертон (сценарий) | Silver Screen Partners/The Walt Disney Company                             | [ 39 ] |
| 1992 | «Ракетчик» (The Rocketeer)                                                                                                  | Джо Джонстон (режиссёр), Дэнни Билсон (сценарий, сюжет), Пол Де Мео (сценарий, сюжет), Уильям Дир (сюжет), Дэйв Стивенс (оригинальный комикс)                                                                               | Gordon/Silver Screen Partners/ Touchstone Pictures/The Walt Disney Company | [ 39 ] |
| 1992 | «Звёздный путь 6: Неоткрытая страна» (Star Trek VI: The Undiscovered Country)                                               | Николас Мейер (режиссёр, сценарий), Денни Мартин Флинн (сценарий), Леонард Нимой (сюжет), Лоуренс Коннер (сюжет), Марк Розенталь (сюжет)                                                                                    | Paramount Pictures                                                         | [ 39 ] |
| 1993 | «Звёздный путь: Следующее поколение»: «Внутренний свет» (Star Trek: The Next Generation: «The Inner Light»)                 | Питер Лоритсон (режиссёр), Питер Аллан Филдс (сценарий), Морган Гендель (сценарий, сюжет) | Paramount Pictures                                                         | [ 40 ] |
| 1993 | «Аладдин» (Aladdin) | Рон Клементс (режиссёр, сценарий), Джон Маскер (режиссёр, сценарий), Тед Эллиотт (сценарий), Терри Россио (сценарий) | The Walt Disney Company                                                    | [ 40 ] |
| 1993 | «Чужой 3» (Alien 3) | Дэвид Финчер (режиссёр), Дэвид Гилер (сценарий), Уолтер Хилл (сценарий), Ларри Фергюсон(сценарий), Винсент Уорд (сюжет) | 20th Century Fox/Brandywine                                                | [ 40 ] |
| 1993 | «Бэтмен возвращается» (Batman Returns)                                                                                      | Тим Бёртон (режиссёр), Дэниел Уотерс (сценарий, сюжет), Сэм Хэмм (сюжет) | PolyGram/Warner Bros.                                                      | [ 40 ] |
| 1993 | «Дракула Брэма Стокера» (Bram Stoker’s Dracula)                                                                             | Френсис Форд Коппола (режиссёр), Джеймс В. Харт (сценарий), Брэм Стокер (оригинальный роман) | American Zoetrope/Columbia Pictures                                        | [ 40 ] |
| 1994 | «Парк Юрского периода» (Jurassic Park)                                                                                      | Стивен Спилберг (режиссёр), Дэвид Коепп (сценарий), Майкл Крайтон (сценарий, оригинальный роман) | Universal Studios/Amblin Entertainment                                     | [ 41 ] |
| 1994 | «Семейные ценности Аддамсов» (Addams Family Values)                                                                         | Барри Зонненфельд (режиссёр), Пол Рудник (сценарий) | Orion Pictures/Paramount Pictures                                          | [ 41 ] |
| 1994 | «Вавилон-5»: «Встречи» (Babylon 5: «The Gathering»)                                                                         | Ричард Комптон (режиссёр), Майкл Стражински (сценарий) | Babylonian Productions                                                     | [ 41 ] |
| 1994 | «День сурка» (Groundhog Day)                                                                                                | Гарольд Рамис (режиссёр, сценарий), Дэнни Рубин (сценарий, сюжет) | Columbia Pictures                                                          | [ 41 ] |
| 1994 | «Кошмар перед Рождеством» (The Nightmare Before Christmas)                                                                  | Генри Селик (режиссёр), Кэролайн Томпсон (сценарий), Майкл Макдауэлл (адаптация), Тим Бёртон (сюжет) | Skellington Productions/Touchstone Pictures                                | [ 41 ] |
| 1995 | «Звёздный путь: Следующее поколение»: «Все блага мира» (Star Trek: The Next Generation: «All Good Things…»)                 | Уинрих Колби (режиссёр), Рональд Д. Мур (сценарий), Брэннон Брага (сценарий) | Paramount Pictures                                                         | [ 42 ] |
| 1995 | «Интервью с вампиром» (Interview with the Vampire)                                                                          | Нил Джордан (режиссёр), Энн Райс (сценарий, оригинальный роман) | The Geffen Film Company                                                    | [ 42 ] |
| 1995 | «Маска» (The Mask) | Чак Рассел (режиссёр), Майк Уэрб (сценарий), Майкл Фаллон (сюжет), Марк Вэрайден (сюжет) | Dark Horse Entertainment/New Line Cinema                                   | [ 42 ] |
| 1995 | «Звёздные врата» (Stargate)                                                                                                 | Роланд Эммерих (режиссёр, сценарий), Дин Девлин (сценарий) | Carolco Pictures/Centropolis                                               | [ 42 ] |
| 1995 | «Звёздный путь: Поколения» (Star Trek Generations)                                                                          | Дэвид Карсон (режиссёр), Рональд Д. Мур (сценарий, сюжет), Брэннон Брага (сценарий, сюжет), Рик Берман (сюжет) | Paramount Pictures                                                         | [ 42 ] |
| 1996 | «Вавилон-5»: «Нашествие теней» (Babylon 5: The Coming of Shadows)                                                           | Джанет Грик (режиссёр), Майкл Стражински (сценарий) | Babylonian Productions                                                     | [ 43 ] |
| 1996 | «Аполлон-13» (Apollo 13) | Рон Ховард (режиссёр), Уильям Бройлз мл. (сценарий), Эл Райнерт (сценарий), Джеймс Ловелл (оригинальный роман), Джеффри Клугер (оригинальный роман)                                                                         | Imagine Entertainment/Universal Studios                                    | [ 43 ] |
| 1996 | «Звёздный путь: Глубокий космос 9»: «Посетитель» (Star Trek: Deep Space Nine: «The Visitor»)                                | Дэвид Ливингстон (режиссёр), Майкл Тейлор (сценарий) | Paramount Pictures                                                         | [ 43 ] |
| 1996 | «История игрушек» (Toy Story)                                                                                               | Джон Лассетер (режиссёр, сюжет), Джосс Уидон (сценарий), Джоэль Коэн (сценарий), Алек Соколов (сценарий), Эндрю Стэнтон (сценарий, сюжет), Пит Доктер (сюжет), Джо Рэнфт (сюжет)                                            | The Walt Disney Company/Pixar                                              | [ 43 ] |
| 1996 | «12 обезьян» (12 Monkeys)                                                                                                   | Терри Гиллиам (режиссёр), Дэвид Вебб Пиплз (сценарий), Джанет Пиплз (сценарий), Крис Маркер (оригинальный фильм) | Atlas/Universal Studios                                                    | [ 43 ] |
| 1997 | «Вавилон-5»: «Мятежная станция» (Babylon 5: «Severed Dreams»)                                                               | Дэвид Игл (режиссёр), Майкл Стражински (сценарий) | Babylonian Productions                                                     | [ 44 ] |
| 1997 | «День независимости» (Independence Day)                                                                                     | Роланд Эммерих (режиссёр, сценарий), Дин Девлин (сценарий) | 20th Century Fox/Centropolis                                               | [ 44 ] |
| 1997 | «Марс атакует!» (Mars Attacks!)                                                                                             | Тим Бёртон (режиссёр), Джонатан Джемс (сценарий, сюжет) | Warner Bros.                                                               | [ 44 ] |
| 1997 | «Звёздный путь: Первый контакт» (Star Trek: First Contact)                                                                  | Джонатан Фрэйкс (режиссёр), Рональд Д. Мур (сценарий, сюжет), Брэннон Брага (сценарий, сюжет), Рик Берман (сюжет) | Paramount Pictures                                                         | [ 44 ] |
| 1997 | «Звёздный путь: Глубокий космос 9»: «Испытание триблами» (Star Trek: Deep Space Nine: «Trials and Tribble-ations»)          | Джонатан Уэст (режиссёр), Рональд Д. Мур (сценарий), Рене Эчеваррия (сценарий), Ира Стивен Бер (сюжет), Ганс Беймлер (сюжет), Роберт Хьюит Вульф (сюжет)                                                                    | Paramount Pictures                                                         | [ 44 ] |
| 1998 | «Контакт» (Contact) | Роберт Земекис (режиссёр), Джеймс В. Харт (сценарий), Майкл Голденберг (сценарий), Карл Саган (сюжет, оригинальный роман), Энн Друян (сюжет)                                                                                | SouthSide Amusement/Warner Bros.                                           | [ 45 ] |
| 1998 | «Пятый элемент» (The Fifth Element)                                                                                         | Люк Бессон (режиссёр, сценарий, сюжет), Роберт Марк Кэмен (сценарий) | Gaumont/Columbia Pictures                                                  | [ 45 ] |
| 1998 | «Гаттака» (Gattaca) | Эндрю Никкол (режиссёр, сценарий) | Columbia Pictures/Jersey                                                   | [ 45 ] |
| 1998 | «Люди в чёрном» (Men in Black)                                                                                              | Барри Зонненфельд (режиссёр), Эд Соломон (сценарий, сюжет), Лоуелл Каннингем (оригинальный комикс) | Amblin Entertainment/Columbia Pictures/McDonald/Parkes                     | [ 45 ] |
| 1998 | «Звёздный десант» (Starship Troopers)                                                                                       | Пол Верховен (режиссёр), Эдвард Ньюмайер (сценарий), Роберт Хайнлайн (оригинальный роман) | Touchstone Pictures/TriStar Pictures                                       | [ 45 ] |
| 1999 | «Шоу Трумана» (The Truman Show)                                                                                             | Питер Уир (режиссёр), Эндрю Никкол (сценарий) | Paramount Pictures                                                         | [ 46 ] |
| 1999 | «Вавилон-5»: «Сон в сиянии» (Babylon 5: «Sleeping in Light»)                                                                | Майкл Стражински (режиссёр, сценарий) | Babylonian Productions                                                     | [ 46 ] |
| 1999 | «Тёмный город» (Dark City)                                                                                                  | Алекс Пройас (режиссёр, сценарий, сюжет), Лем Доббс (сценарий), Дэвид Гойер (сценарий) | New Line Cinema                                                            | [ 46 ] |
| 1999 | «Плезантвиль» (Pleasantville)                                                                                               | Гэри Росс (режиссёр, сценарий) | New Line Cinema                                                            | [ 46 ] |
| 1999 | «Звёздный путь: Восстание» (Star Trek: Insurrection)                                                                        | Джонатан Фрэйкс (режиссёр), Майкл Пиллер (сценарий, сюжет), Рик Берман (сюжет) | Paramount Pictures                                                         | [ 46 ] |
| 2000 | «В поисках Галактики» (Galaxy Quest)                                                                                        | Дин Паризо (режиссёр), Дэвид Говард (сценарий, сюжет), Роберт Гордон (сценарий) | DreamWorks                                                                 | [ 47 ] |
| 2000 | «Быть Джоном Малковичем» (Being John Malkovich)                                                                             | Спайк Джонз (режиссёр), Чарли Кауфман (сценарий) | Gramercy Pictures/Propaganda Films/Single Cell                             | [ 47 ] |
| 2000 | «Стальной гигант» (The Iron Giant)                                                                                          | Брэд Бёрд (режиссёр, сюжет), Тим Маккэнлис (сценарий), Тед Хьюз (оригинальный роман) | Warner Bros.                                                               | [ 47 ] |
| 2000 | «Матрица» (The Matrix) | Энди Вачовски (режиссёр, сценарий), Ларри Вачовски (режиссёр, сценарий) | Silver Pictures                                                            | [ 47 ] |
| 2000 | «Шестое чувство» (The Sixth Sense)                                                                                          | М. Найт Шьямалан (режиссёр, сценарий) | Hollywood Pictures/Spyglass Entertainment/Kennedy/Marshall                 | [ 47 ] |
| 2001 | «Крадущийся тигр, затаившийся дракон» (Crouching Tiger, Hidden Dragon)                                                      | Энг Ли (режиссёр), Ван Хуйлин (сценарий), Джеймс Шэмус (сценарий), Цай Гожун (сценарий), Ван Дулу (оригинальный роман) | China Film Group Corporation                                               | [ 48 ] |
| 2001 | «Побег из курятника» (Chicken Run)                                                                                          | Питер Лорд (режиссёр, сюжет), Ник Парк (режиссёр, сюжет), Кери Киркпатрик (сценарий), Рэнди Картрайт (сюжет) | Aardman Animations/Allied Artists International/DreamWorks                 | [ 48 ] |
| 2001 | «Дюна Фрэнка Герберта» (Frank Herbert’s Dune)                                                                               | Джон Харрисон (режиссёр, сценарий), Фрэнк Герберт (оригинальный роман) | New Amsterdam                                                              | [ 48 ] |
| 2001 | «Радиоволна» (Frequency) | Грегори Хоблит (режиссёр), Тоби Эммерих (сценарий) | New Line Cinema                                                            | [ 48 ] |
| 2001 | «Люди Икс» (X-Men) | Брайан Сингер (режиссёр, сюжет), Дэвид Хейтер (сценарий), Том Де Санто (сюжет) | 20th Century Fox/Marvel Studios                                            | [ 48 ] |
| 2002 | «Властелин колец: Братство Кольца» (Lord of the Rings: The Fellowship of the Ring)                                          | Питер Джексон (режиссёр, сценарий), Фрэн Уолш (сценарий), Филиппа Бойенс (сценарий), Дж. Р. Р. Толкин (оригинальный роман)                                                                                                  | New Line Cinema/The Saul Zaentz Company/WingNut Films                      | [ 49 ] |
| 2002 | «Гарри Поттер и философский камень» (Harry Potter and the Sorcerer’s Stone)                                                 | Крис Коламбус (режиссёр), Стив Кловис (сценарий) | 1492 Pictures/Heyday Films/Warner Bros.                                    | [ 49 ] |
| 2002 | «Корпорация монстров» (Monsters, Inc.)                                                                                      | Пит Доктер (режиссёр, сюжет), Дэвид Сильвермен (режиссёр), Ли Анкрич (режиссёр), Дэн Герсон (сценарий), Эндрю Стэнтон (сценарий), Джилл Калтон (сюжет), Ральф Игглстон (сюжет), Джефф Пиджеон (сюжет)                       | Pixar/The Walt Disney Company                                              | [ 49 ] |
| 2002 | «Баффи — истребительница вампиров»: «Ещё раз, и с чувством» (Buffy the Vampire Slayer: «Once More, with Feeling»)           | Джосс Уидон (режиссёр, сценарий) | Fox Television Studios/Mutant Enemy Productions                            | [ 49 ] |
| 2002 | «Шрек» (Shrek) | Эндрю Адамсон (режиссёр), Вики Дженсон (режиссёр), Тэд Эллиотт (сценарий), Терри Россио (сценарий), Джо Стиллмен (сценарий), Роджер С. Х. Шульман (сценарий), Эдмунд Фонг (сюжет), Кен Харша (сюжет)                        | DreamWorks/Pacific Data Images                                             | [ 49 ] |

### Крупная форма
| Год  | Работа | Создатели | Издатели | Пр.    |
| ---- | --- | --- | --- | ------ |
| 2003 | «Властелин колец: Две крепости» (Lord of the Rings: The Two Towers)                                                    | Питер Джексон (режиссёр, сценарий), Фрэн Уолш (сценарий), Филиппа Бойенс (сценарий), Стивен Синклер (сценарий), Дж. Р. Р. Толкин (роман)                                                                                              | New Line Cinema | [ 50 ] |
| 2003 | «Гарри Поттер и тайная комната» (Harry Potter and the Chamber of Secrets)                                              | Крис Коламбус (режиссёр), Стив Кловис (сценарий), Дж. К. Роулинг (оригинальный роман) | Warner Bros. | [ 50 ] |
| 2003 | «Особое мнение» (Minority Report)                                                                                      | Стивен Спилберг (режиссёр), Скотт Фрэнк (сценарий), Джон Коэн (сценарий), Филип Дик (оригинальная повесть) | 20th Century Fox/DreamWorks | [ 50 ] |
| 2003 | «Человек-паук» (Spider-Man)                                                                                            | Сэм Рэйми (режиссёр), Дэвид Кепп (сценарий) | Columbia Pictures | [ 50 ] |
| 2003 | «Унесённые призраками» (Spirited Away)                                                                                 | Хаяо Миядзаки (режиссёр, сценарий), Синди Дэвис Хьюит (сценарий), Дональд Х. Хьюит (сценарий) | Studio Ghibli/The Walt Disney Company                                                                                                   | [ 50 ] |
| 2004 | «Властелин колец: Возвращение короля» (The Lord of the Rings: The Return of the King)                                  | Питер Джексон (режиссёр, сценарий), Фрэн Уолш (сценарий), Филиппа Бойенс (сценарий), Дж. Р. Р. Толкин (оригинальный роман) | New Line Cinema | [ 51 ] |
| 2004 | «28 дней спустя» (28 Days Later)                                                                                       | Дэнни Бойл (режиссёр), Алекс Гарленд (сценарий) | DNA Films/Fox Searchlight Pictures | [ 51 ] |
| 2004 | «В поисках Немо» (Finding Nemo)                                                                                        | Эндрю Стэнтон (режиссёр, сценарий, сюжет), Ли Анкрич (режиссёр), Боб Питерсон (сценарий), Дэвид Рейнольдс (сценарий) | Pixar/The Walt Disney Company | [ 51 ] |
| 2004 | «Пираты Карибского моря: Проклятие «Чёрной жемчужины»» (Pirates of the Caribbean: The Curse of the Black Pearl")       | Гор Вербински (режиссёр), Тед Эллиот (сценарий, сюжет), Терри Россио (сценарий, сюжет), Стюарт Битти (сюжет), Джей Уолперт (сюжет) | The Walt Disney Company | [ 51 ] |
| 2004 | «Люди Икс 2» (X2: X-Men United)                                                                                        | Брайан Сингер (режиссёр, сюжет), Майкл Догерти (сценарий), Дэн Харрис (сценарий), Дэвид Хейтер (сценарий, сюжет), Зак Пенн (сюжет) | 20th Century Fox/Marvel Studios | [ 51 ] |
| 2005 | «Суперсемейка» (The Incredibles)                                                                                       | Брэд Бёрд (режиссёр, сценарий) | Pixar/The Walt Disney Company | [ 52 ] |
| 2005 | «Вечное сияние чистого разума» («Eternal Sunshine of the Spotless Mind)                                                | Мишель Гондри (режиссёр, сюжет), Чарли Кауфман (сценарий, сюжет), Пьер Бисмут (сюжет) | Focus Features | [ 52 ] |
| 2005 | «Гарри Поттер и узник Азкабана» (Harry Potter and the Prisoner of Azkaban)                                             | Альфонсо Куарон (режиссёр), Стив Кловис (сценарий), Дж. К. Роулинг (оригинальный роман) | Warner Bros. | [ 52 ] |
| 2005 | «Небесный Капитан и мир будущего» (Sky Captain and The World of Tomorrow)                                              | Керри Конран (режиссёр, сценарий) | Paramount Pictures | [ 52 ] |
| 2005 | «Человек-паук 2» (Spider-Man 2)                                                                                        | Сэм Рэйми (режиссёр), Элвин Сарджент (сценарий), Альфред Гоу (сюжет), Майлз Миллар (сюжет), Майкл Шейбон (сюжет) | Sony Pictures Entertainment/Columbia Pictures                                                                                           | [ 52 ] |
| 2006 | «Миссия «Серенити»» («Serenity»)                                                                                       | Джосс Уидон (режиссёр, сценарий) | Universal Studios/Mutant Enemy Productions                                                                                              | [ 53 ] |
| 2006 | «Бэтмен: Начало» (Batman Begins)                                                                                       | Кристофер Нолан (режиссёр, сценарий), Дэвид С. Гойер (сценарий, сюжет) | Warner Bros. | [ 53 ] |
| 2006 | «Хроники Нарнии: Лев, колдунья и волшебный шкаф» (The Chronicles of Narnia: The Lion, the Witch and the Wardrobe)      | Эндрю Адамсон (режиссёр, сценарий), Энн Пикок (сценарий), Кристофер Маркус (сценарий), Стивен Макфили (сценарий), К. С. Льюис (оригинальный роман)                                                                                    | The Walt Disney Company/Walden Media | [ 53 ] |
| 2006 | «Гарри Поттер и Кубок огня» (Harry Potter and the Goblet of Fire)                                                      | Майк Ньюэлл (режиссёр), Стив Кловис (сценарий), Дж. К. Роулинг (оригинальный роман) | Warner Bros. | [ 53 ] |
| 2006 | «Уоллес и Громит: Проклятие кролика-оборотня» (Wallace & Gromit: The Curse of the Were-Rabbit)                         | Ник Парк (режиссёр, сценарий), Стив Бокс (режиссёр, сценарий), Боб Бейкер (сценарий), Марк Бёртон (сценарий) | DreamWorks Animation/Aardman Animations                                                                                                 | [ 53 ] |
| 2007 | «Лабиринт фавна» (Pan’s Labyrinth)                                                                                     | Гильермо дель Торо (режиссёр, сценарий) | Picturehouse | [ 54 ] |
| 2007 | «Дитя человеческое» (Children of Men)                                                                                  | Альфонсо Куарон (режиссёр, сценарий), Тимоти Дж. Секстон (сценарий), Дэвид Арата (сценарий), Марк Фергус (сценарий), Хоук Остби (сценарий), Филлис Джеймс (оригинальный роман)                                                        | Universal Studios | [ 54 ] |
| 2007 | «Престиж» (The Prestige)                                                                                               | Кристофер Нолан (режиссёр, сценарий), Джонатан Нолан (сценарий), Кристофер Прист (оригинальный роман) | Touchstone Pictures | [ 54 ] |
| 2007 | «Помутнение» (A Scanner Darkly)                                                                                        | Ричард Линклейтер (режиссёр, сценарий), Филип Дик (оригинальный роман) | Warner Independent Pictures | [ 54 ] |
| 2007 | «V — значит вендетта» (V for Vendetta)                                                                                 | Джеймс Мактиг (режиссёр), Ларри Вачовски (сценарий), Эндрю Вачовски (сценарий), Дэвид Ллойд (оригинальная графическая новелла) | Warner Bros. | [ 54 ] |
| 2008 | «Звёздная пыль» (Stardust)                                                                                             | Мэттью Вон (режиссёр, сценарий), Джейн Голдман (сценарий), Нил Гейман (оригинальный роман) | Paramount Pictures | [ 55 ] |
| 2008 | «Зачарованная» (Enchanted)                                                                                             | Кевин Лима (режиссёр), Билл Келли (сценарий) | The Walt Disney Company | [ 55 ] |
| 2008 | «Золотой компас» (The Golden Compass)                                                                                  | Крис Вайц (режиссёр, сценарий), Филип Пулман (оригинальный роман) | | [ 55 ] |
| 2008 | «Герои» (1 сезон) «Heroes» (Season One)                                                                                | Тим Кринг (создатель), множество режиссёров и сценаристов | NBC Universal Television Group/Tailwind Productions                                                                                     | [ 55 ] |
| 2008 | «Гарри Поттер и Орден Феникса» (Harry Potter and the Order of the Phoenix)                                             | Дэвид Йейтс (режиссёр), Майкл Голденберг (сценарий), Дж. К. Роулинг (оригинальный роман) | Warner Bros. | [ 55 ] |
| 2009 | «ВАЛЛ-И» (WALL-E) | Эндрю Стэнтон (режиссёр, сценарий, сюжет), Джим Риардон (сценарий), Пит Доктер (сюжет) | Pixar/The Walt Disney Company | [ 56 ] |
| 2009 | «Тёмный рыцарь» (The Dark Knight)                                                                                      | Кристофер Нолан (режиссёр, сценарий, сюжет), Джонатан Нолан (сценарий), Дэвид С. Гойер (сюжет) | Warner Bros. | [ 56 ] |
| 2009 | «Хеллбой 2: Золотая армия» (Hellboy II: The Golden Army)                                                               | Гильермо дель Торо (режиссёр, сценарий, сюжет), Майк Миньола (сюжет, оригинальный комикс) | Dark Horse Entertainment/Universal Studios                                                                                              | [ 56 ] |
| 2009 | «Железный человек» (Iron Man)                                                                                          | Джон Фавро (режиссёр), Марк Фергус (сценарий), Хоук Остби (сценарий), Арт Маркум (сценарий), Мэтт Холлоуэй (сценарий) | Paramount Pictures/Marvel Studios | [ 56 ] |
| 2009 | «Метатрополис» (METAtropolis)                                                                                          | Джон Скальци (монтаж, сюжет), Элизабет Бир (сюжет), Джей Лейк (сюжет), Тобиас С. Бакелл (сюжет), Карл Шрёдер (сюжет) | Audible.com | [ 56 ] |
| 2010 | «Луна 2112» (Moon) | Данкан Джонс (режиссёр, сюжет), Натан Паркер (сценарий) | Liberty Films | [ 57 ] |
| 2010 | «Аватар» (Avatar) | Джеймс Кэмерон (режиссёр, сценарий) | 20th Century Fox | [ 57 ] |
| 2010 | «Район № 9» (District 9")                                                                                              | Нил Бломкамп (режиссёр, сценарий), Терри Татчелл (сценарий) | TriStar Pictures | [ 57 ] |
| 2010 | «Звёздный путь» (Star Trek)                                                                                            | Дж. Дж. Абрамс (режиссёр), Роберто Орси (сценарий), Алекс Куртцман (сценарий) | Paramount Pictures | [ 57 ] |
| 2010 | «Вверх» (Up) | Боб Питерсон (режиссёр, сценарий, сюжет), Пит Доктер (режиссёр, сценарий, сюжет), Томас Маккарти (сюжет) | Pixar/The Walt Disney Company | [ 57 ] |
| 2011 | «Начало» (Inception)                                                                                                   | Кристофер Нолан (режиссёр, сценарий, сюжет) | Warner Bros. | [ 58 ] |
| 2011 | «Гарри Поттер и Дары Смерти. Часть 1» (Harry Potter and the Deathly Hallows: Part 1)                                   | Дэвид Йейтс (режиссёр), Стив Кловис (сценарий) | Warner Bros. | [ 58 ] |
| 2011 | «Как приручить дракона» (How to Train Your Dragon)                                                                     | Дин Деблуа (режиссёр, сценарий), Крис Сандерс (режиссёр, сценарий), Уильям Дэвис (сценарий) | DreamWorks Animation | [ 58 ] |
| 2011 | «Скотт Пилигрим против всех» (Scott Pilgrim vs. the World)                                                             | Эдгар Райт (режиссёр, сценарий), Майкл Бэколл (сценарий) | Universal Studios | [ 58 ] |
| 2011 | «История игрушек: Большой побег» (Toy Story 3)                                                                         | Ли Анкрич (режиссёр, сюжет), Майкл Арндт (сценарий), Джон Лассетер (сюжет), Эндрю Стэнтон (сюжет) | Pixar/Walt Disney Pictures | [ 58 ] |
| 2012 | «Игра престолов» (1-й сезон) (Game of Thrones)                                                                         | Дэвид Бениофф (создатель), Д. Б. Уайсс (создатель), множество режиссёров и сценаристов | HBO | [ 59 ] |
| 2012 | «Гарри Поттер и Дары Смерти. Часть 2» (Harry Potter and the Deathly Hallows: Part 2)                                   | Дэвид Йейтс (режиссёр), Стив Кловис (сценарий) | Warner Bros. | [ 59 ] |
| 2012 | «Первый мститель» (Captain America: The First Avenger)                                                                 | Джо Джонстон (режиссёр), Кристофер Маркус (сценарий), Стивен Макфили (сценарий) | Paramount Pictures/Marvel Studios | [ 59 ] |
| 2012 | «Хранитель времени» (Hugo)                                                                                             | Мартин Скорсезе (режиссёр), Джон Логан (сценарий) | Paramount Pictures | [ 59 ] |
| 2012 | «Исходный код» (Source Code)                                                                                           | Данкан Джонс (режиссёр), Бен Рипли (сценарий) | Summit Entertainment | [ 59 ] |
| 2013 | «Мстители» (The Avengers)                                                                                              | Джосс Уидон (режиссёр, сценарий) | Paramount Pictures/Marvel Studios | [ 60 ] |
| 2013 | «Хижина в лесу» (The Cabin in the Woods)                                                                               | Дрю Годдард (режиссёр, сценарий), Джосс Уидон (сценарий) | Mutant Enemy Productions/Lionsgate Entertainment                                                                                        | [ 60 ] |
| 2013 | «Хоббит: Нежданное путешествие» (The Hobbit: An Unexpected Journey)                                                    | Питер Джексон (режиссёр, сценарий), Фрэн Уолш, Филиппа Бойенс, Гильермо дель Торо (сценарий) | WingNut Films/New Line Cinema/Metro-Goldwyn-Mayer/Warner Bros.                                                                          | [ 60 ] |
| 2013 | «Голодные игры» (The Hunger Games)                                                                                     | Гэри Росс (режиссёр, сценарий), Сьюзен Коллинз (роман, сценарий) | Lionsgate Entertainment/Color Force | [ 60 ] |
| 2013 | «Петля времени» (Looper)                                                                                               | Райан Джонсон (режиссёр, сценарий) | FilmDistrict/EndGame Entertainment | [ 60 ] |
| 2014 | «Гравитация» (Gravity)                                                                                                 | Альфонсо Куарон (режиссёр, сценарий), Хонас Куарон (сценарий) | Esperanto Filmoj/Heyday Films/Warner Bros.                                                                                              | [ 61 ] |
| 2014 | «Холодное сердце» (Frozen)                                                                                             | Дженнифер Ли (режиссёр, сценарий), Крис Бак (режиссёр) | Walt Disney Animation Studios | [ 61 ] |
| 2014 | «Голодные игры: И вспыхнет пламя» (The Hunger Games: The Catching Fire)                                                | Френсис Лоуренс (режиссёр), Саймон Бофой, Майкл Арндт (сценарий) | Color Force/Lionsgate | [ 61 ] |
| 2014 | «Железный человек 3» (Iron Man 3)                                                                                      | Шейн Блэк (режиссёр, сценарий), Дрю Пирс (сценарий) | Marvel Studios/DMG Entertainment/Paramount Pictures                                                                                     | [ 61 ] |
| 2014 | «Тихоокеанский рубеж» (Pacific Rim)                                                                                    | Гильермо дель Торо (режиссёр, сценарий), Трэвис Бичем (сценарий) | Legendary Pictures/Warner Bros./Disney Double Dare You                                                                                  | [ 61 ] |
| 2015 | «Стражи Галактики» (Guardians of the Galaxy)                                                                           | Джеймс Ганн (режиссёр, сценарий), Николь Перлман (сценарий) | Marvel Studios/Moving Picture Company                                                                                                   | [ 62 ] |
| 2015 | «Первый мститель: Другая война» (Captain America: The Winter Soldier)                                                  | Энтони Руссо (режиссёр), Джо Руссо (режиссёр), Кристофер Маркус (сценарий), Стивен Макфили (сценарий), Эд Брубейкер (оригинальный сюжет)                                                                                              | Marvel Studios/Perception/Sony Pictures Imageworks                                                                                      | [ 62 ] |
| 2015 | «Грань будущего» (Edge of Tomorrow)                                                                                    | Даг Лайман (режиссёр), Кристофер Маккуорри (сценарий), Джез Баттеруорт (сценарий), and Джон-Генри Баттеруорт (сценарий) | Village Roadshow/RatPac-Dune Entertainment/3 Arts Entertainment/Viz Productions                                                         | [ 62 ] |
| 2015 | «Интерстеллар» (Interstellar)                                                                                          | Кристофер Нолан (режиссёр, сценарий), Джонатан Нолан (сценарий) | Paramount Pictures/Warner Bros. Pictures/Legendary Pictures/Lynda Obst Productions/Syncopy                                              | [ 62 ] |
| 2015 | «Лего. Фильм» (The Lego Movie)                                                                                         | Фил Лорд (режиссёр, сценарий, сюжет), Кристофер Миллер (режиссёр, сценарий, сюжет), Дэн Хагеман (сюжет), Кевин Хагеман (сюжет) | Warner Bros. Pictures/Village Roadshow/RatPac-Dune Entertainment/LEGO System A/S/Vertigo Entertainment/Lin Pictures                     | [ 62 ] |
| 2016 | «Марсианин» (The Martian)                                                                                              | Ридли Скотт (режиссёр), Дрю Годдард (сценарий), Энди Вейер (оригинальный роман) | Scott Free Productions/Kinberg Genre/TSG Entertainment/20th Century Fox                                                                 | [ 63 ] |
| 2016 | «Мстители: Эра Альтрона» (Avengers: Age of Ultron)                                                                     | Джосс Уидон (режиссёр, сценарий) | Marvel Studios/Walt Disney Studios Motion Pictures                                                                                      | [ 63 ] |
| 2016 | «Из машины» (Ex Machina)                                                                                               | Алекс Гарленд (режиссёр, сценарий) | Film4/DNA Films/Universal Pictures | [ 63 ] |
| 2016 | «Безумный Макс: Дорога ярости» (Mad Max: Fury Road)                                                                    | Джордж Миллер (режиссёр, сценарий), Брендан МакКарти (сценарий), Нико Латурис (сценарий) | Village Roadshow Pictures/Kennedy Miller Mitchell/RatPac-Dune Entertainment/Warner Bros. Pictures                                       | [ 63 ] |
| 2016 | «Звёздные войны: Пробуждение силы» (Star Wars: The Force Awakens)                                                      | Джей Джей Абрамс (режиссёр, сценарий), Лоуренс Кэздан (сценарий), Майкл Арндт (сценарий) | Lucasfilm Ltd./Bad Robot Productions/Walt Disney Studios Motion Pictures                                                                | [ 63 ] |
| 2017 | «Прибытие» (Arrival)                                                                                                   | Дени Вильнёв (режиссёр), Эрик Хайссерер (сценарий), Тед Чан (оригинальный короткий рассказ) | 21 Laps Entertainment/FilmNation Entertainment/Lava Bear Films                                                                          | [ 64 ] |
| 2017 | «Дэдпул» (Deadpool) | Тим Миллер (режиссёр), Ретт Риз (сценарий), Пол Верник (сценарий) | Twentieth Century Fox Film Corporation/Marvel Entertainment/Kinberg Genre/The Donners' Company/TSG Entertainment                        | [ 64 ] |
| 2017 | «Охотники за привидениями» (Ghostbusters)                                                                              | Пол Фиг (режиссёр, сценарий), Кэти Дипполд (сценарий) | Columbia Pictures/LStar Capital/Village Roadshow Pictures/Pascal Pictures/Feigco Entertainment/Ghostcorps/The Montecito Picture Company | [ 64 ] |
| 2017 | «Скрытые фигуры» (Hidden Figures)                                                                                      | Теодор Мелфи (режиссёр, сценарий), Эллисон Шредер (сценарий) | Fox 2000 Pictures/Chernin Entertainment/Levantine Films/TSG Entertainment                                                               | [ 64 ] |
| 2017 | «Изгой-один. Звёздные войны: Истории» (Rogue One: A Star Wars Story)                                                   | Гарет Эдвардс (режиссёр), Крис Вайц (сценарий), Тони Гилрой (сценарий) | Lucasfilm/Allison Shearmur Productions/Black Hangar Studios/Stereo D/Walt Disney Pictures                                               | [ 64 ] |
| 2017 | «Очень странные дела» (первый сезон) (Stranger Things) (season one)                                                    | Братья Даффер (создатели) | 21 Laps Entertainment/Monkey Massacre                                                                                                   | [ 64 ] |
| 2018 | «Чудо-женщина» (Wonder Woman)                                                                                          | Пэтти Дженкинс (режиссёр), Аллан Хейнберг (сценарий, сюжет), Зак Снайдер (сюжет), Джейсон Фукс (сюжет) | DC Films/Warner Brothers | [ 65 ] |
| 2018 | «Бегущий по лезвию 2049» (Blade Runner 2049)                                                                           | Дени Вильнёв (режиссёр), Хэмптон Фанчер (сценарий), Майкл Грин (сценарий) | Alcon Entertainment/Bud Yorkin Productions/Torridon Films/Columbia Pictures                                                             | [ 65 ] |
| 2018 | «Прочь» (Get Out) | Джордан Пил (режиссёр, сценарий) | Blumhouse Productions/Monkeypaw Productions/QC Entertainment                                                                            | [ 65 ] |
| 2018 | «Форма воды» (The Shape of Water)                                                                                      | Гильермо дель Торо (режиссёр, сценарий), Ванесса Тейлор (сценарий) | TSG Entertainment/Disney Double Dare You/Fox Searchlight Pictures                                                                       | [ 65 ] |
| 2018 | «Звёздные войны: Последние джедаи» (Star Wars: The Last Jedi)                                                          | Райан Джонсон (режиссёр, сценарий) | Lucasfilm | [ 65 ] |
| 2018 | «Тор: Рагнарёк» (Thor: Ragnarok)                                                                                       | Тайка Вайтити (режиссёр), Эрик Пирсон (сценарий), Крейг Кайл (сценарий), Кристофер Йост (сценарий) | Marvel Studios | [ 65 ] |
| 2019 | «Человек-паук: Через вселенные» (Spider-Man: Into the Spider-Verse)                                                    | Роберт Персичетти (режиссёр), Питер Рэмси (режиссёр), Родни Ротман (режиссёр, сценарий), Фил Лорд (сценарий) | Sony | [ 66 ] |
| 2019 | «Аннигиляция» (Annihilation)                                                                                           | Алекс Гарленд (режиссёр, сценарий), Джефф Вандермеер (оригинальный роман) | Paramount Pictures/Skydance Media | [ 66 ] |
| 2019 | «Мстители: Война бесконечности» (Avengers: Infinity War)                                                               | Энтони Руссо (режиссёр), Джо Руссо (режиссёр), Кристофер Маркус (сценарий), Стивен Макфили (сценарий) | Marvel Studios | [ 66 ] |
| 2019 | «Чёрная пантера» (Black Panther)                                                                                       | Райан Куглер (режиссёр, сценарий), Джо Роберт Коул (сценарий) | Marvel Studios | [ 66 ] |
| 2019 | «Тихое место» (A Quiet Place)                                                                                          | Джон Красински (режиссёр, сценарий), Скотт Бек (сценарий), Брайан Вудс (сценарий) | Platinum Dunes/Sunday Night | [ 66 ] |
| 2019 | «Простите за беспокойство» (Sorry to Bother You)                                                                       | Бутс Райли (режиссёр, сценарий) | Annapurna Pictures | [ 66 ] |
| 2020 | «Благие знамения» (Good Omens)                                                                                         | Дуглас Макиннон (режиссёр), Нил Гейман (сценарий, оригинальный роман), Терри Пратчетт (оригинальный роман) | Amazon Studios | [ 67 ] |
| 2020 | «Мстители: Финал» (Avengers: Endgame)                                                                                  | Энтони Руссо (режиссёр), Джо Руссо (режиссёр), Кристофер Маркус (сценарий), Стивен Макфили (сценарий) | Marvel Studios | [ 67 ] |
| 2020 | «Капитан Марвел» (Captain Marvel)                                                                                      | Анна Боден и Райан Флек (режиссеры, сценарий), Женева Робертсон-Дуорет (сценарий) | Marvel Studios | [ 67 ] |
| 2020 | «Жизни матрёшки» (Russian Doll) (season one)                                                                           | Наташа Лионн (сосоздатель, режиссёр), Лесли Хэдланд (co-создатель, режиссёр), Эми Полер (co-создатель), Джеми Бэббит (режиссёр) | Netflix | [ 67 ] |
| 2020 | «Звёздные войны: Скайуокер. Восход» (Star Wars: The Rise of Skywalker)                                                 | Джей Джей Абрамс (режиссёр, сценарий), Крис Террио (сценарий) | Lucasfilm | [ 67 ] |
| 2020 | «Мы» (Us) | Джордан Пил (режиссёр, сценарий) | Monkeypaw Productions | [ 67 ] |
| 2021 | «Бессмертная гвардия» (The Old Guard)                                                                                  | Джина Принс-Байтвуд (режиссёр), Грег Рука (сценарий) | Netflix/Skydance Media | [ 68 ] |
| 2021 | «Хищные птицы: Потрясающая история Харли Квинн» (Birds of Prey (and the Fantabulous Emancipation of One Harley Quinn)) | Кэти Янь (режиссёр), Кристина Ходсон (сценарий) | Warner Bros. | [ 68 ] |
| 2021 | «Евровидение: История огненной саги» (Eurovision Song Contest: The Story of Fire Saga)                                 | Дэвид Добкин (режиссёр), Уилл Феррелл (сценарий), Эндрю Стил (сценарий) | European Broadcasting Union/Netflix | [ 68 ] |
| 2021 | «Зависнуть в Палм-Спрингс» (Palm Springs)                                                                              | Макс Барбаков (режиссёр), Энди Сьяра (сценарий) | Limelight/Sun Entertainment Culture/The Lonely Island/Culmination Productions/Neon/Hulu/Amazon Prime                                    | [ 68 ] |
| 2021 | «Душа» (Soul) | Пит Доктер (режиссёр, сценарий), Майк Джонс (сценарий), Кемп Пауэрс (сценарий), Дана Мюррэй (продюсер) | Pixar Animation Studios/Walt Disney Pictures                                                                                            | [ 68 ] |
| 2021 | «Довод» (Tenet) | Кристофер Нолан (режиссёр, сценарий) | Warner Bros./Syncopy | [ 68 ] |
| 2022 | «Дюна» (Dune) | Дени Вильнёв (режиссёр, сценарий), Джон Спэйтс (сценарий), Эрик Рот (сценарий), Фрэнк Герберт (оригинальный роман) | Warner Bros./Legendary Entertainment | [ 69 ] |
| 2022 | «Энканто» (Encanto) | Джаред Буш (режиссёр, сценарий), Чариз Кастро Смит (сорежиссёр, сценарий), Байрон Ховард (режиссёр) | Walt Disney Studios Motion Pictures | [ 69 ] |
| 2022 | «Легенда о Зелёном рыцаре» (The Green Knight)                                                                          | Дэвид Лоури (режиссёр, сценарий) | BRON Studios/A24 | [ 69 ] |
| 2022 | «Шан-Чи и легенда десяти колец» (Shang-Chi and the Legend of the Ten Rings)                                            | Дестин Дэниел Креттон (режиссёр, сценарий), Дэйв Каллахэм (сценарий), Эндрю Лэнхем (сценарий) | Walt Disney Studios Motion Pictures | [ 69 ] |
| 2022 | «Космические чистильщики» (Space Sweepers)                                                                             | Чо Сон Хи (режиссёр, сценарий) | Bidangil Pictures | [ 69 ] |
| 2022 | «Ванда/Вижн» (WandaVision)                                                                                             | Жак Шеффер (создатель), Мэтт Шекман (режиссёр), многократные сценаристы | Disney+ | [ 69 ] |
| 2023 | «Всё везде и сразу» (Everything Everywhere All at Once)                                                                | Дэниел Кван (режиссёр, сценарий), Дэниел Шайнерт (режиссёр, сценарий) | IAC Films/Gozie AGBO | [ 70 ] |
| 2023 | «Аватар: Путь воды» (Avatar: The Way of Water)                                                                         | Джеймс Кэмерон (режиссёр, сценарий), Рик Джаффа (сценарий), Аманда Сильвер (сценарий) | Lightstorm Entertainment/TSG Entertainment II                                                                                           | [ 70 ] |
| 2023 | «Чёрная пантера: Ваканда навеки» (Black Panther: Wakanda Forever)                                                      | Райан Куглер (режиссёр, сценарий), Джо Роберт Коул (сценарий) | Marvel Studios | [ 70 ] |
| 2023 | «Нет» (Nope) | Джордан Пил (режиссёр, сценарий) | Universal Pictures/Monkeypaw Productions                                                                                                | [ 70 ] |
| 2023 | «Разделение» (1 сезон) (Severance) (season one)                                                                        | Бен Стиллер (режиссёр), Ифа Макардл (режиссёр), Дэн Эриксон (создатель, сценарий), Анна Оуянг Моенч (сценарий), Эндрю Колвилл (сценарий), Кари Дрэйк (сценарий), Аманда Овертон (сценарий), Хелен Ли (сценарий), Крис Блэк (сценарий) | Red Hour Productions/Fifth Season | [ 70 ] |
| 2023 | «Я краснею» (Turning Red)                                                                                              | Доми Ши (режиссёр, сценарий), Джулия Чо (сценарий) | Walt Disney Studios/Pixar Animation Studios                                                                                             | [ 70 ] |
| 2024 | «Подземелья и драконы: Честь среди воров» (Dungeons & Dragons: Honor Among Thieves)                                    | Джон Фрэнсис Дейли (режиссёр, сценарий), Джонатан Голдштейн (режиссёр, сценарий), Майкл Гилио (сценарий) | Paramount Pictures | [ 71 ] |
| 2024 | «Барби» (Barbie) | Грета Гервиг (режиссёр, сценарий), Ноа Баумбах (сценарий) | Warner Bros. | [ 71 ] |
| 2024 | «Нимона» (Nimona) | Ник Бруно (режиссёр), Трой Квон (режиссёр), Роберт Л. Бейрд (сценарий), Ллойд Тейлор (сценарий) | Annapurna Animation | [ 71 ] |
| 2024 | «Бедные-несчастные» (Poor Things)                                                                                      | Йоргос Лантимос (режиссёр), Тони Макнамара (сценарий) | Element Pictures | [ 71 ] |
| 2024 | «Человек-паук: Паутина вселенных» (Spider-Man: Across the Spider-Verse)                                                | Жуакин Душ Сантуш (режиссёр), Кемп Пауэрс (режиссёр), Джастин К. Томпсон (режиссёр), Фил Лорд (сценарий), Кристофер Миллер (сценарий), Дэйв Каллахэм (сценарий)                                                                       | Columbia Pictures/Marvel Entertainment/Avi Arad Productions/Lord Miller/Pascal Pictures/Sony Pictures Animation                         | [ 71 ] |
| 2024 | «Блуждающая Земля 2» (The Wandering Earth 2)                                                                           | Франт Гво (режиссёр, сценарий), Ян Чжисюэ (сценарий), Ван Хун Вэй (сценарий), Лю Цысинь (повесть) | CFC Pictures/G!Film (Beijing) Studio Co./Beijing Dengfeng International Culture Communication Co./China Film Co.                        | [ 71 ] |
| 2025 | «Дюна: Часть вторая» (Dune: Part Two)                                                                                  | Дени Вильнёв (режиссёр, сценарий), Джон Спэйтс (сценарий), | Legendary Pictures/Warner Bros. Pictures                                                                                                | [ 72 ] |
| 2025 | «Поток» (Flow) | Гинтс Зилбалодис (режиссёр, сценарий), Матисс Кажа (сценарий) | Dream Well Studio | [ 72 ] |
| 2025 | «Фуриоса: Хроники Безумного Макса» (Furiosa: A Mad Max Saga)                                                           | Джордж Миллер (режиссёр, сценарий), Нико Латурис (сценарий) | Warner Bros. Pictures | [ 72 ] |
| 2025 | «Я видел свечение телевизора» (I Saw the TV Glow)                                                                      | Джейн Шёнбрун (режиссёр, сценарий) | Fruit Tree/Smudge Films/A24 | [ 72 ] |
| 2025 | «Злая: Сказка о ведьме Запада» (Wicked)                                                                                | Джон М. Чу (режиссёр), Винни Холцман (сценарий), Дана Фокс (сценарий) | Universal Pictures | [ 72 ] |
| 2025 | «Дикий робот» (The Wild Robot)                                                                                         | Крис Сандерс (режиссёр, сценарий), Питер Браун (оригинальный роман) | DreamWorks Animation | [ 72 ] |

### Малая форма
| Год  | Работа | Создатели | Издатели | Пр.    |
| ---- | --- | --- | --- | ------ |
| 2003 | «Баффи — истребительница вампиров»: «Разговор с мёртвыми» (Buffy the Vampire Slayer: «Conversations with Dead People»)          | Ник Марк (режиссёр), Джейн Эспенсон (сценарий), Дрю Годдард (сценарий) | 20th Century Fox Television/Mutant Enemy Productions                                                            | [ 50 ] |
| 2003 | «Ангел»: «Ожидание на лету» (Angel: «Waiting in the Wings»)                                                                     | Джосс Уидон (режиссёр, сценарий) | 20th Century Fox Television/Mutant Enemy Productions                                                            | [ 50 ] |
| 2003 | «Светлячок»: «Серенити» (Firefly: «Serenity»)                                                                                   | Джосс Уидон (режиссёр, сценарий) | 20th Century Fox Television/Mutant Enemy Productions                                                            | [ 50 ] |
| 2003 | «Звёздный путь: Энтерпрайз»: «Карбон Крик» (Star Trek: Enterprise: «Carbon Creek»)                                              | Джеймс Эй Контнер (режиссёр), Крис Блэк (сценарий), Рик Берман (сюжет), Брэннон Брага (сюжет), Дэн О’Шэннон (сюжет)                                                                              | Paramount Pictures                                                                                              | [ 50 ] |
| 2003 | «Звёздный путь: Энтерпрайз»: «Ночь в медотсеке» (Star Trek: Enterprise: A Night In Sickbay)                                     | Дэвид Стрейтон (режиссёр), Рик Берман (сценарий), Брэннон Брага (сценарий) | Paramount Pictures                                                                                              | [ 50 ] |
| 2004 | Речь Голлума при принятии премии MTV Movie Awards 2003 года (Gollum’s Acceptance Speech at the 2003 MTV Movie Awards)           | Фрэн Уолш (режиссёр, сценарий), Филиппа Бойенс (режиссёр, сценарий), Питер Джексон (режиссёр, сценарий)                                                                                          | Wingnut Films/New Line Cinema                                                                                   | [ 51 ] |
| 2004 | «Баффи — истребительница вампиров»: «Избранный» (Buffy the Vampire Slayer: «Chosen»)                                            | Джосс Уидон (режиссёр, сценарий) | 20th Century Fox Television/Mutant Enemy Productions                                                            | [ 51 ] |
| 2004 | «Светлячок»: «Золотое сердце» (Firefly: «Heart of Gold»)                                                                        | Томас Дж. Райт (режиссёр), Брэтт Мэтьюз (сценарий) | 20th Century Fox Television/Mutant Enemy Productions                                                            | [ 51 ] |
| 2004 | «Светлячок»: «Послание» (Firefly: «The Message»)                                                                                | Тим Миниар (режиссёр, сценарий), Джосс Уидон (сценарий) | 20th Century Fox Television/Mutant Enemy Productions                                                            | [ 51 ] |
| 2004 | «Тайны Смолвиля»: «Розетта» (Smallville: «Rosetta»)                                                                             | Джеймс Маршалл, Альфред Гоф (сценарий), Майлз Миллар (сценарий) | Tollin/Robbins Productions/Warner Bros.                                                                         | [ 51 ] |
| 2005 | «Звёздный крейсер „Галактика“»: «33» (Battlestar Galactica: «33»)                                                               | Майкл Раймер (режиссёр), Рональд Д. Мур (сценарий) | NBC Universal/Sci Fi Channel                                                                                    | [ 52 ] |
| 2005 | «Ангел»: «Не исчезай» (Angel: «Not Fade Away»)                                                                                  | Джеффри Джексон Белл (режиссёр, сценарий), Джосс Уидон (сценарий) | 20th Century Fox Television/Mutant Enemy Productions                                                            | [ 52 ] |
| 2005 | «Ангел»: «Время улыбаться» (Angel: «Smile Time»)                                                                                | Бен Эдланд (режиссёр, сценарий, сюжет), Джосс Уидон (сюжет) | 20th Century Fox Television/Mutant Enemy Productions                                                            | [ 52 ] |
| 2005 | «Остаться в живых»: «Пилотная серия» (Lost: «Pilot»)                                                                            | Дж. Дж. Абрамс (режиссёр, сценарий, сюжет), Деймон Линделоф (сценарий, сюжет), Джеффри Либер (сюжет)                                                                                             | Touchstone Pictures/Bad Robot Productions                                                                       | [ 52 ] |
| 2005 | «Звёздные врата: SG-1»: «Герои» (Stargate SG-1: «Heroes»)                                                                       | Энди Микита (режиссёр), Роберт Купер (сценарий) | Metro-Goldwyn-Mayer/Sci Fi Channel                                                                              | [ 52 ] |
| 2006 | «Доктор Кто»: «Пустой ребёнок» и «Доктор танцует» (Doctor Who: «The Empty Child» & «The Doctor Dances»)                         | Джеймс Хоуз (режиссёр), Стивен Моффат (сценарий) | BBC Cymru Wales/BBC One                                                                                         | [ 53 ] |
| 2006 | «Звёздный крейсер „Галактика“»: «Пегас» (Battlestar Galactica: «Pegasus»)                                                       | Майкл Раймер (режиссёр), Анна Кофель Сондерс (сценарий) | NBC Universal/British Sky Broadcasting                                                                          | [ 53 ] |
| 2006 | «Доктор Кто»: «Далек» (Doctor Who: «Dalek»)                                                                                     | Джо Ахерн (режиссёр), Роберт Ширман (сценарий) | BBC Cymru Wales/BBC One                                                                                         | [ 53 ] |
| 2006 | «Доктор Кто»: «День отца» (Doctor Who: «Father’s Day»)                                                                          | Джо Ахерн (режиссёр), Пол Корнелл (сценарий) | BBC Cymru Wales/BBC One                                                                                         | [ 53 ] |
| 2006 | «Джек-Джек атакует» (Jack-Jack Attack)                                                                                          | Брэд Бёрд (режиссёр, сценарий) | The Walt Disney Company/Pixar                                                                                   | [ 53 ] |
| 2006 | «Лукас возвращается во гневе» (Lucas Back In Anger)                                                                             | Фил Рэйнс (режиссёр, сценарий), Йан Соренсен (сценарий) | Reductio Ad Absurdum Productions                                                                                | [ 53 ] |
| 2006 | Шуточное открытие церемонии премии Хьюго 2005 года (Prix Victor Hugo Awards Ceremony)                                           | Пол Дж. Макоули (исполнитель, сценарий), Ким Ньюман (исполнитель, сценарий), Майк Мойр (режиссёр), Дебби Мойр (режиссёр)                                                                         | Interaction Events                                                                                              | [ 53 ] |
| 2007 | «Доктор Кто»: «Девушка в камине» (Doctor Who: «The Girl in the Fireplace»)                                                      | Эйрос Лин (режиссёр), Стивен Моффат (сценарий) | BBC Cymru Wales/BBC One                                                                                         | [ 54 ] |
| 2007 | «Звёздный крейсер „Галактика“»: «Скачано» (Battlestar Galactica: «Downloaded»)                                                  | Джефф Вулноу (режиссёр), Брэдли Томпсон (сценарий), Дэвид Уиддл (сценарий) | NBC Universal/British Sky Broadcasting                                                                          | [ 54 ] |
| 2007 | «Доктор Кто»: «Армия призраков» и «Судный день» (Doctor Who: «Army of Ghosts» & «Doomsday»)                                     | Грэм Харпер (режиссёр), Расселл Ти Дейвис (сценарий) | BBC Cymru Wales/BBC One                                                                                         | [ 54 ] |
| 2007 | «Доктор Кто»: «Встреча в школе» (Doctor Who: «School Reunion»)                                                                  | Джеймс Хоуз (режиссёр), Тоби Уитхаус (сценарий) | BBC Cymru Wales/BBC One                                                                                         | [ 54 ] |
| 2007 | «Звёздные врата: SG-1»: «200-й» (Stargate SG-1: «200»)                                                                          | Мартин Вуд (режиссёр), Брэд Райт (сценарий), Роберт Купер (сценарий), Джозеф Маллоцци (сценарий), Пол Мулли (сценарий), Карл Биндер (сценарий), Мартин Геро (сценарий), Алан Маккалоу (сценарий) | Double Secret Productions/NBC Universal                                                                         | [ 54 ] |
| 2008 | «Доктор Кто»: «Не моргай» (Doctor Who: «Blink»)                                                                                 | Хэтти Макдональд (режиссёр), Стивен Моффат (сценарий) | BBC | [ 55 ] |
| 2008 | «Звёздный крейсер „Галактика“»: «Лезвие» (Battlestar Galactica: «Razor»)                                                        | Феликс Энрикес Алькала (режиссёр), Уэйн Роуз (режиссёр), Майкл Тейлор (сценарий) | Sci Fi Channel                                                                                                  | [ 55 ] |
| 2008 | «Доктор Кто»: «Человеческая природа» и «Семья крови» (Doctor Who: «Human Nature / Family of Blood»)                             | Чарльз Палмер, Пол Корнелл (сценарий) | BBC | [ 55 ] |
| 2008 | «Звёздный путь: Фаза II»: «Мир и время» (Star Trek New Voyages: «World Enough and Time»)                                        | Марк Скотт Зикри (режиссёр, сценарий), Майкл Ривз (сценарий) | Cawley Entertainment Company/The Magic Time Company                                                             | [ 55 ] |
| 2008 | «Торчвуд»: «Капитан Джек Харкнесс» (Torchwood: «Captain Jack Harkness»)                                                         | Эшли Уэй (режиссёр), Катрин Тредженна (сценарий) | BBC Cymru Wales                                                                                                 | [ 55 ] |
| 2009 | «Музыкальный блог Доктора Ужасного» (Doctor Horrible’s Sing-Along Blog)                                                         | Джосс Уидон (режиссёр, сценарий), Зак Уидон (сценарий), Джед Уидон (сценарий), Морисса Танчароен (сценарий)                                                                                      | Mutant Enemy Productions                                                                                        | [ 56 ] |
| 2009 | «Звёздный крейсер „Галактика“»: «Откровения» (Battlestar Galactica: «Revelations»)                                              | Майкл Раймер (режиссёр), Брэдли Томпсон (сценарий), Дэвид Уиддл (сценарий) | NBC Universal                                                                                                   | [ 55 ] |
| 2009 | «Доктор Кто»: «Тишина в библиотеке»/«Лес мертвецов» (Doctor Who: «Silence in the Library/Forest of the Dead»)                   | Эйрос Лин (режиссёр), Стивен Моффат (сценарий) | BBC Cymru Wales                                                                                                 | [ 56 ] |
| 2009 | «Доктор Кто»: «Поверни налево» (Doctor Who: «Turn Left»)                                                                        | Грэм Харпер (режиссёр), Расселл Ти Дейвис (сценарий) | BBC Cymru Wales                                                                                                 | [ 56 ] |
| 2009 | «Остаться в живых»: «Константа» (Lost: «The Constant»)                                                                          | Джек Бендер (режиссёр), Карлтон Кьюз (сценарий), Деймон Линделоф (сценарий) | Bad Robot Productions/ABC Studios                                                                               | [ 56 ] |
| 2010 | «Доктор Кто»: «Воды Марса» (Doctor Who: «The Waters of Mars»)                                                                   | Грэм Харпер (режиссёр), Расселл Ти Дейвис (сценарий), Фил Форд (сценарий) | BBC Cymru Wales                                                                                                 | [ 57 ] |
| 2010 | «Доктор Кто»: «Следующий Доктор» (Doctor Who: «The Next Doctor»)                                                                | Энди Годдард (режиссёр),Расселл Ти Дейвис (сценарий) | BBC Cymru Wales                                                                                                 | [ 57 ] |
| 2010 | «Доктор Кто»: «Планета мёртвых» (Doctor Who: «Planet of the Dead»)                                                              | Джеймс Стронг (режиссёр), Расселл Ти Дейвис (сценарий), Гарет Робертс (сценарий) | BBC Cymru Wales                                                                                                 | [ 57 ] |
| 2010 | «Кукольный дом»: «Эпитафия первая» (Dollhouse: «Epitaph One»)                                                                   | Дэвид Соломон (режиссёр), Морисса Танчароен (сценарий), Джед Уидон (сценарий), Джосс Уидон (сюжет)                                                                                               | Mutant Enemy Productions                                                                                        | [ 57 ] |
| 2010 | «Вспомни, что будет»: «Больше нет хороших дней» (FlashForward: «No More Good Days»)                                             | Дэвид С. Гойер (режиссёр, сценарий), Брэннон Брага (сценарий), Роберт Сойер (роман) | American Broadcasting Company                                                                                   | [ 57 ] |
| 2011 | «Доктор Кто»: «Пандорика открывается» «Большой взрыв» (Doctor Who: «The Pandorica Opens» «The Big Bang»)                        | Тоби Хэйнс (режиссёр), Стивен Моффат (сценарий) | BBC Cymru Wales                                                                                                 | [ 58 ] |
| 2011 | «Доктор Кто»: «Рождественская песнь» (Doctor Who: «A Christmas Carol»)                                                          | Тоби Хэйнс (режиссёр), Стивен Моффат (сценарий) | BBC Cymru Wales                                                                                                 | [ 58 ] |
| 2011 | «Доктор Кто»: «Винсент и Доктор» (Doctor Who: «Vincent and the Doctor»)                                                         | Джонни Кэмпбелл (режиссёр), Ричард Кёртис (сценарий) | BBC Cymru Wales                                                                                                 | [ 58 ] |
| 2011 | Fuck Me, Ray Bradbury | Пол Бриганти (режиссёр), Рэйчел Блум (сценарий) | | [ 58 ] |
| 2011 | «Потеря» (The Lost Thing) | Шон Тан (режиссёр, сюжет), Эндрю Руэманн (режиссёр) | Passion Pictures                                                                                                | [ 58 ] |
| 2012 | «Доктор Кто»: «Жена Доктора» (Doctor Who: «The Doctor’s Wife»)                                                                  | Ричард Кларк (режиссёр), Нил Гейман (сценарий) | BBC Cymru Wales                                                                                                 | [ 59 ] |
| 2012 | Сообщество: «Корректирующая теория хаоса» (Community: «Remedial Chaos Theory»)                                                  | Джеффри Мэлман (режиссёр), Дэн Хэрмон (сценарий), Крис Маккенна (сюжет) | NBC | [ 59 ] |
| 2012 | «Доктор Кто»: «Девочка, которая ждала» (Doctor Who: «The Girl Who Waited»)                                                      | Ник Харран (режиссёр), Том Макрей (сюжет) | BBC Cymru Wales                                                                                                 | [ 59 ] |
| 2012 | «Доктор Кто»: «Хороший человек идёт на войну» (Doctor Who: «A Good Man Goes to War»)                                            | Питер Хор (режиссёр), Стивен Моффат (сюжет) | BBC Cymru Wales                                                                                                 | [ 59 ] |
| 2012 | The Drink Tank’s Hugo Acceptance Speech                                                                                         | Кристофер Гарсиа, Джеймс Бэкон | Renovation | [ 59 ] |
| 2013 | «Игра престолов»: «Черноводная» (Game of Thrones: «Blackwater»)                                                                 | Нил Маршалл (режиссёр), Джордж Р. Р. Мартин (оригинальный роман, сценарий) | HBO | [ 60 ] |
| 2013 | «Доктор Кто»: «Изолятор далеков» (Doctor Who: «Asylum of the Daleks»)                                                           | Ник Харран (режиссёр), Стивен Моффат (сюжет) | BBC Cymru Wales                                                                                                 | [ 60 ] |
| 2013 | «Доктор Кто»: «Ангелы захватывают Манхэттен» (Doctor Who: «The Angels Take Manhattan»)                                          | Ник Харран (режиссёр), Стивен Моффат (сюжет) | BBC Cymru Wales                                                                                                 | [ 60 ] |
| 2013 | «Доктор Кто»: «Снеговики» (Doctor Who: «The Snowmen»)                                                                           | Сол Мецстин (режиссёр), Стивен Моффат (сюжет) | BBC Cymru Wales                                                                                                 | [ 60 ] |
| 2013 | «Грань»: «Письма транзита» (Fringe: «Letters of Transit»)                                                                       | Джо Чаппелль (режиссёр), Дж. Дж. Абрамс, Алекс Куртцман, Роберто Орси, Акива Голдсман, Дж. Х. Уаймен, Джефф Пинкнер (сюжет)                                                                      | Fox Broadcasting Company                                                                                        | [ 60 ] |
| 2014 | «Игра престолов»: «Рейны из Кастамере» (Game of Thrones: «The Rains of Castamere»)                                              | Дэвид Наттер (режиссёр), Дэвид Бениофф, Д. Б. Уайсс (сюжет) | HBO Entertainment совместно с Bighead, Littlehead; Television 360; Startling Television и Generator Productions | [ 61 ] |
| 2014 | «Приключение в пространстве и времени» (An Adventure in Space and Time)                                                         | Терри Макдонаф (режиссёр), Марк Гэтисс (сюжет) | BBC Television                                                                                                  | [ 61 ] |
| 2014 | «Доктор Кто»: «День Доктора» (Doctor Who: «The Day of the Doctor»)                                                              | Ник Харран (режиссёр), Стивен Моффат (сюжет) | BBC Television                                                                                                  | [ 61 ] |
| 2014 | «Доктор Кто»: «Имя Доктора» (Doctor Who: «The Name of the Doctor»)                                                              | Сол Мецстин (режиссёр), Стивен Моффат (сюжет) | BBC Television                                                                                                  | [ 61 ] |
| 2014 | «(Почти) Пять Докторов: Перезагрузка» (The Five(ish) Doctors Reboot)                                                            | Питер Дэвисон (режиссёр, сюжет) | BBC Television                                                                                                  | [ 61 ] |
| 2014 | «Тёмное дитя»: «Вариации в домашних условиях» (Orphan Black: «Variations under Domestication»)                                  | Джон Фосетт (режиссёр), Уилл Паскоу (сюжет) | Temple Street Productions/Space/BBC America                                                                     | [ 61 ] |
| 2015 | «Тёмное дитя»: «Средствами, никогда доселе не испытанными» (Orphan Black: «By Means Which Have Never Yet Been Tried»)           | Джон Фоусет (режиссёр), Грэм Мэнсон (сценарий) | Temple Street Productions, Space/BBC America                                                                    | [ 62 ] |
| 2015 | «Доктор Кто»: «Слушай» (Doctor Who: «Listen»)                                                                                   | Дуглас Макиннон (режиссёр), Стивен Моффат (сценарий) | BBC Television                                                                                                  | [ 62 ] |
| 2015 | «Флэш»: «Пилотная серия» (The Flash: «Pilot»)                                                                                   | Дэвид Наттер (режиссёр), Эндрю Крайсберг (сценарий, сюжет), Джефф Джонс (сценарий, сюжет), Грег Берланти (сценарий, сюжет)                                                                       | Berlanti Productions/DC Entertainment/Warner Bros. Television                                                   | [ 62 ] |
| 2015 | «Игра престолов»: «Гора и Змей» (Game of Thrones: «The Mountain and the Viper»)                                                 | Алекс Грейвз (режиссёр), Дэвид Бениофф (сценарий), Д. Б. Уайсс (сценарий), Джордж Р. Р. Мартин (оригинальный роман)                                                                              | HBO/Bighead, Littlehead/Television 360/Startling Television/Generator Productions                               | [ 62 ] |
| 2015 | «Гримм»: «Когда-то мы были богами» (Grimm: «Once We Were Gods»)                                                                 | Стивен ДеПол (режиссёр), Алан Ди Фиоре (сценарий) | GK Productions/Hazy Mills Productions/Universal Television                                                      | [ 62 ] |
| 2016 | «Джессика Джонс»: «Улыбнись» (Jessica Jones: «AKA Smile»)                                                                       | Майкл Раймер (режиссёр), Скотт Рейнольдс (сценарий), Мелисса Розенберг (сценарий), Джейми Кинг (сценарий)                                                                                        | Marvel Television/ABC Studios/Tall Girls Productions/Netflix                                                    | [ 63 ] |
| 2016 | «Доктор Кто»: «Ниспосланный с небес» (Doctor Who: «Heaven Sent»)                                                                | Рэйчел Талалэй (режиссёр), Стивен Моффат (сценарий) | BBC Television                                                                                                  | [ 63 ] |
| 2016 | «Гримм»: «Головная боль» (Grimm: «Headache»)                                                                                    | Джим Коуф (режиссёр, сценарий), Дэвид Гринуолт (сценарий) | GK Productions/Hazy Mills Productions/Universal Television                                                      | [ 63 ] |
| 2016 | «Дружба — это чудо»: «Карта знаков отличия» Части 1 и 2 (My Little Pony: Friendship Is Magic: «The Cutie Map») Parts 1 and 2    | Джейсон Тиссен (режиссёр), Джим Миллер (режиссёр), Скотт Соннеборн (сценарий), М.А. Ларсон (сценарий), Меган МакКарти (сценарий)                                                                 | DHX Media/Vancouver/Hasbro Studios                                                                              | [ 63 ] |
| 2016 | «Сверхъестественное»: «Всего лишь моё воображение» (Supernatural: «Just My Imagination»)                                        | Ричард Спейт-мл. (режиссёр), Дженни Клейн (сценарий) | Kripke Enterprises/Wonderland Sound and Vision/Warner Bros. Television                                          | [ 63 ] |
| 2017 | «Пространство»: «Пробуждение Левиафана» (The Expanse: «Leviathan Wakes»)                                                        | Терри Макдоно (режиссёр), Марк Фергус и Хоук Остби (сценарий), Джеймс С. А. Кори (оригинальный роман)                                                                                            | SyFy | [ 64 ] |
| 2017 | «Чёрное зеркало»: «Сан-Джуниперо» (Black Mirror: «San Junipero»)                                                                | Оуэн Харрис (режиссёр), Чарли Брукер (сценарий) | House of Tomorrow                                                                                               | [ 64 ] |
| 2017 | «Доктор Кто»: «Возвращение Доктора Мистерио» (Doctor Who: «The Return of Doctor Mysterio»)                                      | Эдвард Базалгетт (режиссёр), Стивен Моффат (сценарий) | BBC Television                                                                                                  | [ 64 ] |
| 2017 | «Игра престолов»: «Битва бастардов» (Game of Thrones: «Battle of the Bastards»)                                                 | Мигель Сапочник (режиссёр), Дэвид Бениофф (сценарий), Д. Б. Уайсс (сценарий), Джордж Р. Р. Мартин (оригинальный роман)                                                                           | HBO | [ 64 ] |
| 2017 | «Игра престолов»: «Дверь» (Game of Thrones: «The Door»)                                                                         | Джек Бендер (режиссёр), Дэвид Бениофф (сценарий), Д. Б. Уайсс (сценарий), Джордж Р. Р. Мартин (оригинальный роман)                                                                               | HBO | [ 64 ] |
| 2017 | (Splendor & Misery) | Clipping (Давид Диггз, Уильям Хатсон, Джонатан Снайпс) | Sub Pop, Deathbomb Arc                                                                                          | [ 64 ] |
| 2018 | «В лучшем мире»: «Проблемы с тележкой» (The Good Place: «The Trolley Problem»)                                                  | Дин Холлэнд (режиссёр), Джош Сигал (сценарий), Дилан Морган (сценарий) | Fremulon/3 Arts Entertainment/Universal Television                                                              | [ 65 ] |
| 2018 | «Чёрное зеркало»: «USS Каллистер» (Black Mirror: «USS Callister»)                                                               | Тоби Хэйнс (режиссёр), Уильям Бриджес (сценарий), Чарли Брукер (сценарий) | House of Tomorrow                                                                                               | [ 65 ] |
| 2018 | (The Deep) | Clipping (Давид Диггз, Уильям Хатсон, Джонатан Снайпс) | This American Life                                                                                              | [ 65 ] |
| 2018 | «Доктор Кто»: «Дважды во времени» (Doctor Who: «Twice Upon a Time»)                                                             | Рэйчел Талалэй (режиссёр), Стивен Моффат (сценарий) | BBC Television                                                                                                  | [ 65 ] |
| 2018 | «В лучшем мире»: «Майкл Гамбит» (The Good Place: «Michael's Gambit»)                                                            | Майкл Шур (режиссёр, сценарий) | Fremulon/3 Arts Entertainment/Universal Television                                                              | [ 65 ] |
| 2018 | «Звёздный путь: Дискавери»: «Соблазн, ослеплявший порою и мудрых» (Star Trek: Discovery: «Magic to Make the Sanest Man Go Mad») | Дэвид M. Баррет (режиссёр), Арон Эли Колейт (сценарий), Джесси Александер (сценарий) | CBS Television Studios                                                                                          | [ 65 ] |
| 2019 | «В лучшем мире»: «Джанет(ы)» (The Good Place: «Janet(s)»)                                                                       | Морган Сэкетт (режиссёр), Джош Сигал (сценарий), Дилан Морган (сценарий) | NBC | [ 66 ] |
| 2019 | (Dirty Computer) | Эндрю Донохо (режиссёр), Chuck Lightning (режиссёр), Жанель Монэ (сценарий) | Wondaland Arts Society/Bad Boy Records/Atlantic Records                                                         | [ 66 ] |
| 2019 | «Доктор Кто»: «Демоны Пенджаба» (Doctor Who: «Demons of the Punjab»)                                                            | Джейми Чайлдс (режиссёр), Винэй Патель (сценарий) | BBC | [ 66 ] |
| 2019 | «Доктор Кто»: «Роза» (Doctor Who: «Rosa»)                                                                                       | Марк Тондерай (режиссёр), Мэлори Блэкман (сценарий), Крис Чибнелл (сценарий) | BBC | [ 66 ] |
| 2019 | «Пространство»: «Врата Абаддона» (The Expanse: «Abaddon's Gate»)                                                                | Саймон Селлан Джоунс (режиссёр), Дэниел Абрахам (сценарий, оригинальный роман), Тай Франк (сценарий, оригинальный роман), Нарен Шанкар (сценарий)                                                | Penguin in a Parka/Alcon Entertainment                                                                          | [ 66 ] |
| 2019 | «В лучшем мире»: «Джереми Беарими» (The Good Place: «Jeremy Bearimy»)                                                           | Трент О’Доннелл (режиссёр), Меган Амрам (сценарий) | NBC | [ 66 ] |
| 2020 | «В лучшем мире»: «Ответ» (The Good Place: «The Answer»)                                                                         | Валерия Мильясси Коллинз (режиссёр), Дэниэл Шофилд (сценарий) | NBC | [ 67 ] |
| 2020 | «Доктор Кто»: «Решение» (Doctor Who: «Resolution»)                                                                              | Уэйн Йип (режиссёр), Крис Чибнелл (сценарий) | BBC | [ 67 ] |
| 2020 | «Пространство»: «Пожар Сиболы» (The Expanse: «Cibola Burn»)                                                                     | Брек Айснер (режиссёр), Дэниел Абрахам (сценарий, оригинальный роман), Тай Франк (сценарий, оригинальный роман), Нарен Шанкар (сценарий)                                                         | Amazon Prime Video                                                                                              | [ 67 ] |
| 2020 | «Мандалорец»: «Глава 8: Искупление» (The Mandalorian: «Chapter 8: Redemption»)                                                  | Тайка Вайтити (режиссёр), Джон Фавро (сценарий) | Disney+ | [ 67 ] |
| 2020 | «Хранители»: «Бог заходит в Абар» (Watchmen: «A God Walks into Abar»)                                                           | Николь Кэссел (режиссёр), Джефф Дженсен (сценарий), Деймон Линделоф (сценарий) | HBO | [ 67 ] |
| 2020 | «Хранители»: «Это необыкновенное существо» (Watchmen: «This Extraordinary Being»)                                               | Стивен Уильямс (режиссёр), Джефф Дженсен (сценарий), Деймон Линделоф (сценарий) | HBO | [ 67 ] |
| 2021 | «В лучшем мире»: «Как только вы будете готовы» (The Good Place: «Whenever You're Ready»)                                        | Майкл Шур (режиссёр, сценарий) | Fremulon/3 Arts Entertainment/Universal Television                                                              | [ 68 ] |
| 2021 | «Доктор Кто»: «Беглец джудунов» (Doctor Who: «Fugitive of the Judoon»)                                                          | Нида Манзур (режиссёр), Виней Патель (сценарий), Крис Чибнелл (сценарий) | BBC | [ 68 ] |
| 2021 | «Пространство»: «Гавгамелы» (The Expanse: «Gaugamela»)                                                                          | Ник Гомес (режиссёр), Дэн Новак (сценарий) | Alcon Entertainment/Alcon Television Group/Amazon Studios/Hivemind/Just So                                      | [ 68 ] |
| 2021 | «Ши-Ра и непобедимые принцессы»: «Сердце» (She-Ra and the Princesses of Power: «Heart»)                                         | Джен Беннет (режиссёр), Кики Манрике (режиссёр), Джози Кэмпбелл (сценарий), Ноэль Стивенсон (сценарий)                                                                                           | DreamWorks Animation Television/Netflix                                                                         | [ 68 ] |
| 2021 | «Мандалорец»: «Глава 13: Джедай» (The Mandalorian: «Chapter 13: The Jedi»)                                                      | Дейв Филони (режиссёр, сценарий) | Golem Creations/Lucasfilm/Disney+                                                                               | [ 68 ] |
| 2021 | «Мандалорец»: «Глава 16: Спасение» (The Mandalorian: «Chapter 16: The Rescue»)                                                  | Пейтон Рид (режиссёр), Джон Фавро (сценарий) | Golem Creations/Lucasfilm/Disney+                                                                               | [ 68 ] |
| 2022 | «Пространство»: «Игры Немезиды» (The Expanse: «Nemesis Games»)                                                                  | Брек Айснер (режиссёр), Дэниел Абрахам (сценарий, оригинальный роман), Тай Фрэнк (сценарий, оригинальный роман), Нарен Шанкар (сценарий)                                                         | Amazon Studios                                                                                                  | [ 69 ] |
| 2022 | «Аркейн»: «Монстр, созданный тобой» (Arcane: «The Monster You Created»)                                                         | Паскаль Шаррю (режиссёр), Арно Делорд (режиссёр), Кристиан Линке (сценарий, сюжет), Алекс Йи (сценарий, сюжет), Конор Шили, (сюжет), Эш Брэннон (сюжет)                                          | Netflix | [ 69 ] |
| 2022 | «Ради всего человечества»: «Сумрак» (For All Mankind: «The Grey»)                                                               | Серджо Мимика-Геззан (режиссёр), Мэтт Уолперт (сценарий), Бен Недиви (сценарий) | Tall Ship Productions/Sony Pictures Television                                                                  | [ 69 ] |
| 2022 | «Локи»: «Событие Нексуса» (Loki: «The Nexus Event»)                                                                             | Майкл Уолдрон (создатель), Кейт Херрон (режиссёр), Эрик Мартин (сценарий) | Disney+ | [ 69 ] |
| 2022 | «Звёздный путь: Нижние палубы»: «Три корабля» (Star Trek: Lower Decks: «wej Duj»)                                               | Боб Суарес (режиссёр), Кэтрин Лин (сценарий) | CBS Eye Animation Productions                                                                                   | [ 69 ] |
| 2022 | «Колесо времени»: «Пламя Тар Валона» (The Wheel of Time: «The Flame of Tar Valon»)                                              | Салли Ричардсон-Уитфилд (режиссёр), Джастин Джуэл Гиллмер (сценарий), Роберт Джордан (оригинальные романы)                                                                                       | Amazon Studios                                                                                                  | [ 69 ] |
| 2023 | «Пространство»: «Пепел Вавилона» (The Expanse: «Babylon's Ashes»)                                                               | Брек Айснер (режиссёр), Дэниел Абрахам (сценарий, оригинальный роман), Тай Фрэнк (сценарий, оригинальный роман), Нарен Шанкар (сценарий)                                                         | Alcon Entertainment                                                                                             | [ 70 ] |
| 2023 | «Андор»: «Один выход» (Andor: «One Way Out»)                                                                                    | Тоби Хэйнс (режиссёр), Бо Уиллимон (сценарий), Тони Гилрой (создатель), Джордж Лукас (источник)                                                                                                  | Lucasfilm | [ 70 ] |
| 2023 | «Андор»: «Рикс-роуд» (Andor: «Rix Road»)                                                                                        | Бенджамин Карон (режиссёр), Тони Гилрой (создатель, сценарий), Джордж Лукас (источник) | Lucasfilm | [ 70 ] |
| 2023 | «Ради всего человечества»: «Чужак на чужой земле» (For All Mankind: «Stranger in a Strange Land»)                               | Крейг Зиск (режиссёр), Мэтт Уолперт (сценарий), Бен Недиви (сценарий) | Tall Ship Productions/Sony Pictures Television                                                                  | [ 70 ] |
| 2023 | «Женщина-Халк: Адвокат»: «Чьё это шоу?» (She-Hulk: Attorney at Law: «Whose Show Is This?»)                                      | Кэт Койро (режиссёр), Джессика Гао (сценарий), Франческа Гейлз (сценарий), Жаклин Гейлз (сценарий)                                                                                               | Marvel Entertainment                                                                                            | [ 70 ] |
| 2023 | «Очень странные дела»: «Глава четвёртая: Дорогой Билли» (Stranger Things: «Chapter Four: Dear Billy»)                           | Шон Леви (режиссёр), Мэтт Даффер (создатель), Росс Даффер (создатель), Пол Дихтер (сценарий) | 21 Laps Entertainment                                                                                           | [ 70 ] |
| 2024 | «Одни из нас»: «Долгое-долгое время» (The Last of Us: «Long, Long Time»)                                                        | Питер Хор (режиссёр), Крейг Мейзин (сценарий), Нил Дракманн (сценарий) | Naughty Dog/Sony Pictures                                                                                       | [ 71 ] |
| 2024 | «Доктор Кто»: «Смешок» (Doctor Who: «The Giggle»)                                                                               | Чания Баттон (режиссёр), Расселл Ти Дейвис (сценарий) | Bad Wolf/BBC | [ 71 ] |
| 2024 | «Локи»: «Славная миссия» (Loki: «Glorious Purpose»)                                                                             | Джастин Бенсон (режиссёр), Аарон Мурхед (режиссёр), Эрик Мартин (сценарий), Майкл Уолдрон (сценарий), Кэтрин Блэр (сценарий)                                                                     | Marvel Entertainment/Disney+                                                                                    | [ 71 ] |
| 2024 | «Звёздный путь: Странные новые миры»: «Эти старые учёные» (Star Trek: Strange New Worlds: «Those Old Scientists»)               | Джонатан Фрейкс (режиссёр), Кэтрин Лин (сценарий), Билл Волкофф (сценарий) | CBS/Paramount+                                                                                                  | [ 71 ] |
| 2024 | «Звёздный путь: Странные новые миры»: «Подпространственная рапсодия» (Star Trek: Strange New Worlds: «Subspace Rhapsody»)       | Дермотт Даунс (режиссёр), Дэна Хорган (сценарий), Билл Волкофф (сценарий) | CBS/Paramount+                                                                                                  | [ 71 ] |
| 2024 | «Доктор Кто»: «Дикая синяя даль» (Doctor Who: «Wild Blue Yonder»)                                                               | Том Кингсли (режиссёр), Расселл Ти Дейвис (сценарий) | Bad Wolf/BBC | [ 71 ] |
| 2025 | «Звёздный путь: Нижние палубы»: «Новое следующее поколение» (Star Trek: Lower Decks: «The New Next Generation»)                 | Меган Ллойд (режиссёр), Майк МакМэхан (сценарий) | CBS/Paramount+                                                                                                  | [ 72 ] |
| 2025 | «Фоллаут»: «Начало» (Fallout: «The Beginning»)                                                                                  | Уэйн Че Йип (режиссёр), Гурсимран Сандху (сценарий) | Amazon Prime Video                                                                                              | [ 72 ] |
| 2025 | «Это всё Агата»: «Рука Смерти в моей» (Agatha All Along: «Death's Hand in Mine»)                                                | Жак Шеффер (режиссёр), Джиа Кинг (сценарий), Кэмерон Скуайрз (сценарий) | Marvel Entertainment/Disney+                                                                                    | [ 72 ] |
| 2025 | «Доктор Кто»: «Точка и пузырь» (Doctor Who: «Dot and Bubble»)                                                                   | Дилан Холмс Уильямс (режиссёр), Расселл Ти Дейвис (сценарий) | BBC/Disney+ | [ 72 ] |
| 2025 | «Звёздный путь: Нижние палубы»: «Поиск разлома» (Star Trek: Lower Decks: «Fissure Quest»)                                       | Брэндон Уильямс (режиссёр), Лорен МакГуайр (сценарий) | CBS/Paramount+                                                                                                  | [ 72 ] |
| 2025 | «Доктор Кто»: «73 ярда» (Doctor Who: «73 Yards»)                                                                                | Дилан Холмс Уильямс (режиссёр), Расселл Ти Дейвис (сценарий) | BBC/Disney+ | [ 72 ] |

### Ретро Хьюго
В 1996 году была создана «Ретроспективная премия Хьюго», или «Ретро Хьюго», которой награждаются произведения, вышедшие 50, 75 или 100 лет назад. «Ретро Хьюго» могут присуждаться в те годы, когда был Worldcon, а премия — нет. На данный момент, премией «Ретро Хьюго» были награждены произведения 1939, 1941, 1946, 1951 и 1954 годов. Все награды вручены 50 лет спустя оригинального конвента.
| Год                  | Год награждения | Работа                                                                                       | Создатели | Издатели                                      | Пр.    |
| -------------------- | --------------- | -------------------------------------------------------------------------------------------- | --- | --------------------------------------------- | ------ |
| 1939                 | 2014            | «Война миров» (The War of the Worlds)                                                        | Орсон Уэллс (режиссёр, сценарист), Герберт Уэллс (оригинальный роман) | The Mercury Theatre on the Air, Си-би-эс      | [ 75 ] |
| 1939                 | 2014            | «Вокруг света за 80 дней» (Around the World in Eighty Days)                                  | Орсон Уэллс (режиссёр, сценарист), Жюль Верн (оригинальный роман) | The Mercury Theatre on the Air, Си-би-эс      | [ 75 ] |
| 1939                 | 2014            | «Рождественская песнь» (A Christmas Carol)                                                   | Орсон Уэллс (режиссёр, сценарист), Чарльз Диккенс (оригинальная повесть) | The Campbell Playhouse, Си-би-эс              | [ 75 ] |
| 1939                 | 2014            | «Дракула» (Dracula)                                                                          | Орсон Уэллс (режиссёр, сценарист), Джон Хаусман (сценарий), Брэм Стокер (оригинальный роман) | The Mercury Theatre on the Air, Си-би-эс      | [ 75 ] |
| 1939                 | 2014            | «R.U.R.» (R.U.R.)                                                                            | Ян Бусселл (продюсер), Джон Хаусман (сценарий), Карел Чапек (оригинальная пьеса) | Би-би-си                                      | [ 75 ] |
| 1941 (крупная форма) | 2016            | «Фантазия» (Fantasia)                                                                        | Сэмюэл Армстронг и др. (режиссёр), Джо Грант (сценарист), Дик Хьюмер (сценарист) | The Walt Disney Company, RKO Pictures         | [ 76 ] |
| 1941 (крупная форма) | 2016            | «Доктор Циклопус» (Dr. Cyclops)                                                              | Эрнест Шодсак (режиссёр), Том Килпатрик (сценарий) | Paramount Pictures                            | [ 76 ] |
| 1941 (крупная форма) | 2016            | «Флэш Гордон покоряет Вселенную» (Flash Gordon Conquers the Universe)                        | Форд Биби (режиссёр), Рэй Тейлор (режиссёр), Джордж Плимптон (сценарий), Бэзил Дики (сценарий), Барри Шипман (сценарий) | Universal Pictures                            | [ 76 ] |
| 1941 (крупная форма) | 2016            | «Миллион лет до нашей эры» (One million B. C.)                                               | Хэл Роуч-старший (режиссёр), Хэл Роуч-младший (режиссёр), Майкл Новак (сценарий), Джордж Бейкер (сценарий), Джозеф Фрикерт (сценарий) | United Artists                                | [ 76 ] |
| 1941 (крупная форма) | 2016            | «Багдадский вор» (The Thief of Bagdad)                                                       | Людвиг Бергер (режиссёр), Майкл Пауэлл (режиссёр), Тим Уэлан (режиссёр), Лайош Биро (сценарий), Майлз Маллесон (сценарий) | United Artists, London Films                  | [ 76 ] |
| 1941 (малая форма)   | 2016            | «Пиноккио» (Pinocchio)                                                                       | Бен Шарпстин (режиссёр), Хэмилтон Ласк (режиссёр), Тед Сирс и др. (сценарист) | The Walt Disney Company, RKO Pictures         | [ 76 ] |
| 1941 (малая форма)   | 2016            | «Приключения Супермена: Дитя с Криптона» (The Adventures of Superman: The Baby from Krypton) | Фрэнк Чейз (продюсер), Джордж Ладлэм (сценарий) | WOR                                           | [ 76 ] |
| 1941 (малая форма)   | 2016            | «Возвращение человека-невидимки» (The Invisible Man Returns)                                 | Джо Мэй (режиссёр, сценарий), Курт Сиодмак (сценарий), Лестер Коул (сценарий) | Universal Pictures                            | [ 76 ] |
| 1941 (малая форма)   | 2016            | «Безумные мелодии: Тебе надо сниматься в кино» (Looney Tunes: You Ought to Be in Pictures)   | Фриз Фрилинг (режиссёр), Джек Миллер (сценарий) | Warner Bros.                                  | [ 76 ] |
| 1941 (малая форма)   | 2016            | «Merrie Melodies: Дикий кролик» (Merrie Melodies: A Wild Hare)                               | Текс Эйвери (режиссёр), Рич Хоган (сценарий) | Warner Bros.                                  | [ 76 ] |
| 1943                 | 2018            | «Бэмби» (Bambi)                                                                              | Дэвид Хэнд и др. (режиссёр), Перс Пирс (сценарий), Ларри Мори и др. (сценарий), Феликс Зальтен (оригинальный роман) | The Walt Disney Company                       | [ 77 ] |
| 1943                 | 2018            | «Люди-кошки» (Cat People)                                                                    | Жак Турнёр (режиссёр), ДеУитт Бодин (сценарий), Вэл Льютон (продюсер) | RKO Radio Pictures                            | [ 77 ] |
| 1943                 | 2018            | «Призрак Франкенштейна» (The Ghost of Frankenstein)                                          | Эрл Кентон (режиссёр), У. Скотт Дарлинг (сценарий) | Universal Pictures                            | [ 77 ] |
| 1943                 | 2018            | «Я женился на ведьме» (I Married a Witch)                                                    | Рене Клер (режиссёр), Роберт Пирош (сценарий), Марк Коннелли (сценарий), Торн Смит (оригинальный роман) | Cinema Guild Productions / Paramount Pictures | [ 77 ] |
| 1943                 | 2018            | «Агент-невидимка» (Invisible Agent)                                                          | Эдвин Л. Марин (режиссёр), Курт Сиодмак (сценарий) | Frank Lloyd Productions / Universal Pictures  | [ 77 ] |
| 1943                 | 2018            | «Книга джунглей» (Rudyard Kipling's Jungle Book)                                             | Золтан Корда (режиссёр), Лоуренс Сталлингс (сценарий), Редьярд Киплинг (оригинальный роман) | Alexander Korda Films / United Artists        | [ 77 ] |
| 1944 (крупная форма) | 2019            | «Небеса могут подождать» (Heaven Can Wait)                                                   | Эрнст Любич (режиссёр), Сэмсон Рафаэлсон (сценарий) | 20th Century Fox                              | [ 78 ] |
| 1944 (крупная форма) | 2019            | «Бэтмен» (Batman)                                                                            | Ламберт Хилльер (режиссёр), Виктор МакЛеод (сценарий), Лесли Суобэкер (сценарий), Гарри Л. Фрайзер (сценарий) | Columbia Pictures                             | [ 78 ] |
| 1944 (крупная форма) | 2019            | «Хижина на небесах» (Cabin in the Sky)                                                       | Винсент Миннелли (режиссёр), Басби Беркли (режиссёр), Джозеф Шрэнк (сценарий) | MGM                                           | [ 78 ] |
| 1944 (крупная форма) | 2019            | «Парень по имени Джо» (A Guy Named Joe)                                                      | Виктор Флеминг (режиссёр), Фредерик Хазлитт Бреннан (сценарий), Далтон Трамбо (сценарий) | MGM                                           | [ 78 ] |
| 1944 (крупная форма) | 2019            | «Мюнхгаузен» (Münchhausen)                                                                   | Йозеф фон Баки (режиссёр), Эрих Кестнер (сценарий), Рудольф Эрих Распе (сценарий) | UFA                                           | [ 78 ] |
| 1944 (крупная форма) | 2019            | «Призрак Оперы» (Phantom of the Opera)                                                       | Артур Любин (режиссёр), Эрик Тейлор (сценарий), Самюэль Хоффенштейн (сценарий), Ганс Якоби (сюжет) | Universal Pictures                            | [ 78 ] |
| 1944 (малая форма)   | 2019            | «Франкенштейн встречает человека-волка» (Frankenstein Meets the Wolf Man)                    | Рой Уильям Нил (режиссёр), Курт Сиодмак (сценарий) | Universal Pictures                            | [ 78 ] |
| 1944 (малая форма)   | 2019            | «Человек-обезьяна» (The Ape Man)                                                             | Уильям Бодайн (режиссёр), Барни А. Сарецки (сценарий) | Banner Productions                            | [ 78 ] |
| 1944 (малая форма)   | 2019            | «Лицо Фюрера» (Der Fuehrer's Face)                                                           | Джек Кинни (режиссёр), Джо Грант (сюжет), Дик Хьюмер (сюжет) | The Walt Disney Company                       | [ 78 ] |
| 1944 (малая форма)   | 2019            | «Я гуляла с зомби» (I Walked With a Zombie)                                                  | Жак Турнёр (режиссёр), Курт Сиодмак (сценарий), Ардел Рэй (сценарий) | RKO Radio Pictures                            | [ 78 ] |
| 1944 (малая форма)   | 2019            | «Седьмая жертва» (The Seventh Victim)                                                        | Марк Робсон (режиссёр), Чарльз О'Нил (сценарий), ДеУитт Бодин (сценарий) | RKO Radio Pictures                            | [ 78 ] |
| 1944 (малая форма)   | 2019            | «Merrie Melodies: Супер-кролик» (Merrie Melodies: Super-Rabbit)                              | Чарльз М. Джонс (режиссёр), Тедд Пирс (сюжет) | Warner Bros.                                  | [ 78 ] |
| 1945 (малая форма)   | 2020            | «Кентервильское привидение» (The Canterville Ghost)                                          | Жюль Дассен (режиссёр), Эдвин Харви Блум (сценарий), Оскар Уайлд (оригинальный рассказ) | MGM                                           | [ 79 ] |
| 1945 (малая форма)   | 2020            | «Проклятие людей-кошек» (The Curse of the Cat People)                                        | Гюнтер Ф. Фритш (режиссёр), Роберт Уайз (режиссёр), ДеУитт Бодин (сценарий) | RKO Radio Pictures                            | [ 79 ] |
| 1945 (малая форма)   | 2020            | «Suspense: Donovan's Brain»                                                                  | Уильям Спайэр (продюсер, режиссёр, монтажёр), Роберт Л. Ричардс (сценарий), Курт Сиодмак (оригинальный роман) | CBS Radio Network                             | [ 79 ] |
| 1945 (малая форма)   | 2020            | «Дом Франкенштейна» (The House of Frankenstein)                                              | Эрл Кентон (режиссёр), Эдвард Т. Лоу мл. (сценарий), Курт Сиодмак (original story) | Universal Pictures                            | [ 79 ] |
| 1945 (малая форма)   | 2020            | «Месть человека-невидимки» (The Invisible Man's Revenge)                                     | Форд Биби, (режиссёр), Бертрам Миллхаузер (сценарий) | Universal Pictures                            | [ 79 ] |
| 1945 (малая форма)   | 2020            | «Это случилось завтра» (It Happened Tomorrow)                                                | Рене Клер (режиссёр, сценарий), Дадли Николс (сценарий) | Arnold Pressburger Films                      | [ 79 ] |
| 1946                 | 1996            | «Портрет Дориана Грея» (The Picture of Dorian Gray)                                          | Альберт Левин (режиссёр, сценарий), Оскар Уайльд (оригинальный роман) | Metro-Goldwyn-Mayer                           | [ 80 ] |
| 1946                 | 1996            | «Весёлое привидение» (Blithe Spirit)                                                         | Дэвид Лин (режиссёр, сценарий), Энтони Хейвлок-Аллан (сценарий), Рональд Ним (сценарий), Ноэл Кауард (оригинальная пьеса) | United Artists                                | [ 80 ] |
| 1946                 | 1996            | «Похититель тел» (The Body Snatcher)                                                         | Роберт Уайз (режиссёр), Филип Макдональд (сценарий), Вэл Льютон (сценарий), Роберт Льюис Стивенсон (оригинальный рассказ) | RKO Pictures                                  | [ 80 ] |
| 1946                 | 1996            | «Звуки горна в полночь» (The Horn Blows at Midnight)                                         | Рауль Уолш (режиссёр), Сэм Хеллмэн (сценарий), Джеймс В. Керн (сценарий) | Warner Bros.                                  | [ 80 ] |
| 1946                 | 1996            | «Дом Дракулы» (House of Dracula)                                                             | Эрл Кентон (режиссёр), Эдвард Т. Лоуи мл. (сценарий) | Universal Studios                             | [ 80 ] |
| 1951                 | 2001            | «Место назначения — Луна» (Destination Moon)                                                 | Ирвинг Пичел (режиссёр), Алфорд Ван Ронкел (сценарий), Джеймс О’Хенлон (сценарий), Роберт Энсон Хайнлайн (сценарий, оригинальный роман) | George Pal Productions                        | [ 81 ] |
| 1951                 | 2001            | «Золушка» (Cinderella)                                                                       | Клайд Джероними (режиссёр), Уилфред Джексон (режиссёр) Хэмилтон Ласк (режиссёр), Кен Андерсон (сценарий), Гомер Брайтман (сценарий), Уинстон Хиблер (сценарий), Билл Пит (сценарий), Эрдман Пеннер (сценарий), Гарри Ривз (сценарий), Джо Ринальди (сценарий), Тед Сирс (сценарий), Шарль Перро (оригинальная сказка) | The Walt Disney Company                       | [ 81 ] |
| 1951                 | 2001            | «Харви» (Harvey)                                                                             | Генри Костер (режиссёр), Оскар Бродни (сценарий), Майлз Коннолли (сценарий), Мэри Чейз (сценарий, оригинальная пьеса) | Universal Studios                             | [ 81 ] |
| 1951                 | 2001            | «Севильский кролик» (Rabbit of Seville)                                                      | Чак Джонс (режиссёр), Майкл Мальтезе (сюжет) | Warner Bros.                                  | [ 81 ] |
| 1951                 | 2001            | «Ракета X-M» (Rocketship X-M)                                                                | Курт Ньюман (режиссёр, сценарий), Далтон Трамбо (сценарий), Орвилл Х. Хэмптон (сценарий) | Lippert Pictures                              | [ 81 ] |
| 1954                 | 2004            | «Война миров» (The War of the Worlds)                                                        | Байрон Хэскин (режиссёр), Барре Линдон (сценарий), Герберт Уэллс (оригинальный роман) | Paramount Pictures                            | [ 82 ] |
| 1954                 | 2004            | «Чудовище с глубины 20 000 саженей» (The Beast from 20, 000 Fathoms)                         | Эжен Лурье (режиссёр), Луи Морхейм (сценарий), Фред Фрейбергер (сценарий), Рэй Брэдбери (сюжет) | Mutual Pictures/Warner Bros.                  | [ 82 ] |
| 1954                 | 2004            | «Дак Доджерс в 24½ веке» (Duck Dodgers in the 24½th Century)                                 | Чак Джонс (режиссёр), Майкл Мальтезе (сценарий) | Warner Bros.                                  | [ 82 ] |
| 1954                 | 2004            | «Пришельцы с Марса» (Invaders from Mars)                                                     | Уильям Кэмерон Мензис (режиссёр), Ричард Блэйк (сценарий), Джон Такер Баттл (сюжет) | National Pictures/20th Century Fox            | [ 82 ] |
| 1954                 | 2004            | «Оно пришло из далёкого космоса» (It Came from Outer Space)                                  | Джек Арнольд (режиссёр), Гарри Эссекс (сценарий), Рэй Брэдбери (сюжет) | Universal Studios                             | [ 82 ] |